# JR北海道キハ261系気動車
キハ261系気動車（キハ261けいきどうしゃ）は、北海道旅客鉄道（JR北海道）が導入した特急形気動車である。

## 概要
本系列は大まかに、当初製造された0番台、その改良型である1000番台、1000番台をベースにした観光・波動輸送対応車5000番台の3つのグループ（番台区分）がある。
0番台は「地方幹線区用の特急車両」として、宗谷本線の特急列車に用いるために1998年（平成10年）に開発・導入を開始し、2001年（平成13年）で増備を終了した。
1000番台は、0番台から大幅な仕様変更を行い、2006年（平成18年）から2009年（平成21年）にかけ石勝線・根室本線向けに投入したのち、2013年（平成25年）から2022年（令和4年）にかけ北海道内各地の主要都市間特急列車向けに大量増備され、「今後のJR北海道における都市間特急の主力車両」として位置づけられている。
5000番台は、1000番台を基本とした波動輸送用車両（多目的特急車両）として2020年（令和2年）から翌年にかけ導入された。
2022年（令和4年）の1000番台増備終了時点で系列全体の在籍数は178両に達し、以降JRグループ旅客6社の特急形気動車としては最大の両数を維持している。
以下、本記事では番台ごとに記述する。

## 0番台
1998年（平成10年）から2001年（平成13年）にかけて富士重工業で全14両が製造されたグループである。

### 製作・増備の経緯（0番台）
JR北海道は発足初期から軌道等の改良による最高速度向上による札幌と道内各都市間の輸送高速化を戦略として掲げ、非電化区間が介在する函館方面（函館・室蘭本線）、帯広・釧路方面（石勝・根室本線）については、設備改良に併せて、曲線高速通過時の遠心力を緩和する制御付自然振子式車体傾斜装置を搭載した車両（以下、制御付自然振子車）であるキハ281系・キハ283系気動車を開発・投入し、特急列車の大幅な速達化を実現した。
しかし、この方式での車体傾斜は複雑な台車構造などに起因する保守費用増大という課題があり、この解決策としてJR北海道では川崎重工業が開発した、台車左右の空気ばねの片方の内圧を高めて強制的に車体を傾斜させる方式を、札幌圏向け通勤型気動車のキハ201系で採用し、1997年（平成9年）から営業に投入した。この方式は曲線通過性能こそ制御付自然振子車に劣るものの、車体・台車の構造に大きな変更を伴わず費用対効果に優れていた。
そのような中で、道内優等列車運転線区では最後まで急行列車のみの運転となっていた名寄・稚内方面（宗谷本線）についても、1997年（平成9年）10月に、JR北海道と北海道ほか沿線自治体が出資して発足した第三セクター「北海道高速鉄道開発（以下、道高速）」を事業主体として、旭川駅 - 名寄駅間を設備改良により線区最高速度130km/hとし、併せて既に高速化を完了していた函館本線（札幌駅 - 旭川駅間）と直通する特急列車用車両の導入を行う、「宗谷線高速化事業」が着手されることとなった。
うち車両については道高速がJR北海道に委託する形で開発されることとなったが、投入される車両には宗谷本線の厳しい気象条件・線路条件への対応に加え、非常に低い輸送密度を踏まえて、高い費用対効果が要求された。
以上を踏まえて宗谷線高速化事業では、キハ201系を基本とした強制車体傾斜方式の特急型気動車を新規に開発・投入することとなり、宗谷線高速化事業スタート2か月後の1997年（平成9年）12月にJR北海道社内でキハ283系開発チームメンバー、731系・キハ201系開発チームメンバーからなるプロジェクトチームが発足し、本系列は開発された。
本系列は1998年（平成10年）12月に試作車が落成し、走行試験ののち、高速化工事完了後の2000年（平成12年）3月11日ダイヤ改正で札幌駅 - 稚内駅間の特急「スーパー宗谷」として営業運転を開始した。2017年（平成29年）3月4日ダイヤ改正以降は、札幌駅発着の「宗谷」、旭川駅発着の「サロベツ」として引き続き稚内方面の特急列車で運用されている。
宗谷線高速化事業における車両（12両）の事業費用は21億円（2016年公表値）であったが、このうち車両の購入については沿線自治体が約1/3にあたる6.4億円を負担し、JR北海道も同額を自己資金から負担、残りは政策金融機関からの借入で調達した。自治体からの助成を受ける関係で、初期投入分の12両については道高速が車両を保有し、JR北海道は同社から車両の有償リースを受けて運行を行っている。

### 仕様（0番台）
特記ない限り試作車登場時の仕様を述べる。キハ281・283系比で15〜20 %の製造コスト低減を目指し、基となったキハ201系と床下機器や制御はほぼ同等とした。
内外装デザインは、1990年（平成2年）10月からJR北海道と姉妹鉄道として提携関係にあったデンマーク国鉄 (以下、DSB) との7か月に亘る共同作業で作成された。これは両社の鉄道車両における共同制作第1号である。

#### 外装（0番台）
| 0番台の側面行き先表示器（特急「宗谷」）  |  | 0番台乗降口横の号車・座席種別案内札 |
| 0番台の側面行き先表示器 （特急「宗谷」） |  | 0番台乗降口横の号車・座席種別案内札 |

軽量構造のステンレス製構体（ビード付きのヘアライン仕上げ）であるが、前頭部のみ普通鋼製である。車体断面は、車体傾斜時でも建築限界内に収まるよう客室窓下辺から上方が台形状に窄まる。
前頭部はキハ281・283系同様、前面に貫通扉を設けた高運転台式として、下部に踏切事故などに備えた衝撃吸収構造を採用した。スカートにはキハ201系の排雪機能とキハ283系のエゾシカ衝撃対策が反映された。前照灯は正面下位の左右にHID灯とシールドビーム灯を各1灯設けたほか、運転台直上にもHID灯2灯の全6灯を設けた。尾灯は運転台の風防内部に左右各1灯を設置する。正面貫通扉上にはEL板による愛称表示器が設置された。先頭部の幌は731系電車・キハ201系気動車と同様の自動幌装置を採用した。
客用扉は引き戸式を採用し、戸袋への氷雪の侵入・凍結による開閉不良防止のため、ドアレールのヒーターに加え「押さえシリンダー式ドア」を採用して気密性を高めた。扉配置は先頭車が片側2ヶ所、中間車が片側1ヶ所であり、幅は基本的に900 mmであるが、先頭車の前位寄りはキハ281・283系同様、乗務員室扉と兼用し、幅700 mmとした。また、低床ホームに対応するステップを装備する。
外部塗色は「ブロックパターンデザイン」を従来車から踏襲し、客用扉の窓周辺にアクセントカラーの黄色を入れた。

側面の行先表示器は幕式を採用し、行き先と種別・列車名を表示する。号車と座席種別は別途客用扉付近に札を差して表示する。

#### 機器類（0番台）

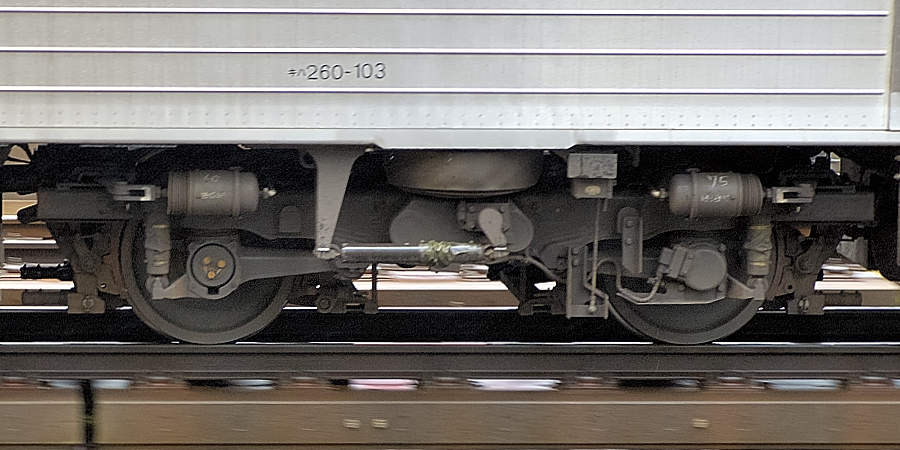
キハ260形（100番台）の
N-DT261形台車
（2007年10月、札幌駅）

後述するように将来の785系電車との総括制御が見込まれたことから、各部はそれを見込んだ設計とした。
駆動機関には直噴式のN-DMF13HZH形ディーゼルエンジン（定格出力 460 PS / 2,100 rpm、ターボチャージャー付）に自冷式変速1段・直結4段、パワーオン制御付きの N-DW16A形液体変速機が採用された。通勤車両のように大幅な定員変動がないことや、価格抑制と重量軽減の観点から、キハ201系のN-DMF13HZE形から出力を10 PS向上させる代わりにM1車は1基、他車両は2基搭載とされた。これにより基本の4両編成での定格出力は3,220 PS (2,370 kW)に達する。変直切替は車両ごとに自動制御される。なお、推進軸は電車併結時の接地の関係からキハ201系気動車で用いられた絶縁型推進軸を用いている。
台車はキハ201系（N-DT201形）を基本とした軸梁式ボルスタレス台車（ヨーダンパ付き）で、動台車がN-DT261形、付随台車がN-TR261形と呼称する。低重心化のため新製時車輪径はキハ283系・キハ201系などと同様810 mm とした。
これにより停止状態から60 km/hまでの加速性能は約2.2 km/h/s、最高速度の130 km/hまでの加速性能は約1.2 km/h/sと電車特急とほぼ同等の走行性能を確保した。
ブレーキ装置は電気指令式空気ブレーキで、機関ブレーキと排気ブレーキを併用する。基礎ブレーキ装置は苗穂工場製の特殊鋳鉄制輪子を用いた両抱き式踏面ブレーキで、これと各軸ごとの滑走・再粘着制御により、氷結レール面においても130 km/h から十分な余裕をもって600 m 以内での停止が可能であり、実際の試験では非常制動を130km/hで8‰勾配を走行中に扱い、最大でも約544 m で停止した。
空気圧縮機は車体傾斜の応答性向上・1エンジン車が含まれることを考慮し、気動車では初めてC1000形（C1000H）を採用し、エンジンと直結させた。
また、発電装置・機関冷却装置を駆動する補器駆動装置は検修省力化・安全性向上を狙い、従来のベルト駆動から油圧駆動とした。
冷房装置は各車屋根上にキハ201系と同様の温風暖房機能も搭載した集中式のN-AU201形（30,000 kcal/h）を搭載した。
連結器は後述するユニット間のみ半永久連結器、そのほかは密着連結器とした。
このほか、キハ201系で乗降人員測定に用いていたシステムを応用し、臨時に融雪作業を行うかどうかを判断するために着雪量の監視を行うシステムを搭載した。

##### 車体傾斜装置（0番台）
| 曲線半径（m）                   | 150≦R <200 | 200≦R <250 | 250≦R <300 | 300≦R <350 | 350≦R <400 | 400≦R <450 | 450≦R <500 | 500≦R <600 | 600≦R <700 | 700≦R <800 | 800≦R <1000 | 1000≦R |
| 基本通過速度（km/h）            | 45         | 50         | 60         | 65         | 70         | 75         | 80         | 85         | 90         | 95         | 100         | 105    |
| ------------------------------- | ---------- | ---------- | ---------- | ---------- | ---------- | ---------- | ---------- | ---------- | ---------- | ---------- | ----------- | ------ |
| キハ183系                       | 0          | ＋10       | ＋10       | ＋10       | ＋10       | ＋10       | ＋10       | ＋10       | ＋10       | ＋10       | ＋10        | ＋10   |
| キハ261系（車体傾斜使用停止後） | 0          | ＋10       | ＋10       | ＋10       | ＋10       | ＋10       | ＋10       | ＋10       | ＋10       | ＋10       | ＋10        | ＋10   |
| 785系（電車）                   | 0          | +15        | +15        | +15        | +15        | +15        | +15        | +15        | +20        | +25        | +25         | +25    |
| 789系1000番台（電車）           | 0          | +10        | +10        | +10        | +10        | +15        | +15        | +15        | +20        | +25        | +25         | +25    |
| キハ261系（車体傾斜使用）       | 0          | +15        | +15        | +15        | +15        | +20        | +20        | +20        | +25        | +25        | +25         | +25    |
| キハ281・283系（制御付振子車）  | 0          | +20        | +20        | +20        | +20        | +25        | +25        | +25        | +30        | +30        | +30         | +30    |

| 曲線 | 半径    | カント （mm） | 曲線通過速度 | 曲線通過速度            | 曲線通過速度 | 曲線通過速度            | 曲線通過速度 | 曲線通過速度    |
| 曲線 | 半径    | カント （mm） | 本則         | 制御なし                | 制御なし     | 制御あり                | 制御あり     | 制御あり        |
| 曲線 | 半径    | カント （mm） | 本則         | αx=0.78 m/s2 となる速度 | 本則 超過分  | αx=0.78 m/s2 となる速度 | 本則 超過分  | 制御なし との差 |
| ---- | ------- | ------------- | ------------ | ----------------------- | ------------ | ----------------------- | ------------ | --------------- |
| 1    | R=600 m | C=105         | 90           | 113.0                   | 23.0         | 125.3                   | 35.3         | 12.3            |
| 2    | R=870 m | C=60          | 100          | 117.7                   | 17.7         | 134.5                   | 34.5         | 16.8            |
| 3    | R=250 m | C=105         | 60           | 73.0                    | 13.0         | 80.9                    | 20.9         | 7.9             |
| 4    | R=315 m | C=90          | 65           | 78.4                    | 13.4         | 87.6                    | 22.6         | 9.2             |
| 5    | R=436 m | C=80          | 75           | 89.4                    | 14.4         | 100.5                   | 25.5         | 11.1            |
| 6    | R=580 m | C=75          | 85           | 101.4                   | 16.4         | 114.5                   | 29.5         | 13.1            |

前述のように空気ばねを用いた強制車体傾斜装置（川崎重工業開発）を搭載する。制御・動作については以下の通り。
- 曲線検知は、キハ281・283系が用いているマップ式ではなくセンサ式とし、車上での曲線データの保有や地上設備を不要とした[注 22]。

- 曲線に差し掛かると、先頭車両に搭載したジャイロセンサー（角速度センサー）により車体のヨーイング角速度と走行速度を検知する。
- 制御装置では、検知されたヨーイング角速度と走行速度から曲線の方向・角度を求め、加えて内蔵された加速度センサーから左右加速度を求め、傾斜角度を決定。
- 傾斜に当たっては、各車両に2基ずつ搭載された車体傾斜電磁弁により、台車外軌側の台車枕ばね（空気ばね）内圧を高め、車体を傾斜させる（通常2度、最大3度）。
- 目標の傾斜角度が実現したかは、高さ調整弁に内蔵された車高センサーで検知。
- 各車両は先頭車両で検知された情報を引き通し線で受信し、先頭車両から自車までの距離および走行速度を考慮し、曲線通過前に台車を車体に対して平行にする制御を実施した上で車体を傾斜。これにより遠心力による外軌側空気ばねの一時的つぶれによる車体上昇遅れ・傾斜自体のタイムラグを補償する。別途先頭車両は一定以上の速度で常に台車を車体に対して平行にする制御（車高連続制御）を実施[注 23]。

キハ201系のものから元空気溜圧向上、配管径拡大、電磁弁容量向上による応答性向上、などが行われ、キハ201系比で2倍の空気ばね伸縮速度（30 mm/sec 以上）が確保され、ほとんどの曲線において緩和曲線通過中に目標傾斜角2°まで傾斜可能となり、許容カント不足量を90 mm以上（キハ201系比で10 - 15 %引き上げ）とした。
曲線通過速度は表の通り。車体傾斜使用時には左右定常加速度が目安値の0.78 m/s2 となる速度が、制御なしの場合と比べ約8 - 15 km/h 向上し、本則を15 - 25 km/h上回る速度での曲線通過を可能とした。2014年（平成26年）8月30日ダイヤ改正での車体傾斜制御停止後は表の通り本則 +10 km/h で運用されるが、試験走行では車体傾斜を使用しない場合の曲線通過性能について「183系、785系などの従来車両より良い結果を得た」とされた。

#### 車内設備・内装（0番台）
車内設備は機能性を最優先に「特急車両としてグレードをできるだけ上げ」つつ、共通化によるコスト低減を図り、荷物棚やグリーン座席にキハ281系の設計を流用した。

##### 客室（0番台）
| キロハ261-201のグリーン客室（2017年8月13日） |  | キロハ261-201の普通客室（2018年5月6日）座席色は青。座席は後年手すり付きのものに変更されている。  |
| キロハ261-201のグリーン客室（2017年8月13日） |  | キロハ261-201の普通客室（2018年5月6日）座席色は青。 座席は後年手すり付きのものに変更されている。 |

| 参考：客室デザインの範となったDSB MF型気動車の客室 |  | 参考：客室デザインの範となったDSB LitraSA電車の客室 |
| 参考：客室デザインの範となったDSB MF型気動車の客室 |  | 参考：客室デザインの範となったDSB LitraSA電車の客室 |

Mcs車の稚内方半室をグリーン客室としたほかは普通客室で構成され、座席はいずれもフリーストップ式のリクライニングシートである。
グリーン客室の座席はキハ281系（新造時）のものを基本にバックレストの形状を変えたもので、ヘッドレスト・アームレスト・フットレスト、折り畳み式インアームテーブルも踏襲したが、表地に青色の牛革、肘掛に難燃加工を施した白木を用いた。配置もキハ281・283系と同様の横1+2列（ピッチ1,145 mm）である。また窓側席窓下にはパソコン用コンセントを設けた。客室窓は座席ごとに設け、ロール式のカーテンを装備する。天井の配色は全面深い青とした。
普通客室の座席は横2+2列・ピッチ960 mmの配置で、テーブルは座席背面に設けたが、進行方向最前列の座席については妻壁に設けられたテーブルを用いる。座席モケットはDSBの提案から車両ごとに色調を赤・緑・青のいずれかで統一した（後述）。客室窓は2列で1枚を共用し、中央に縦棧を設け、列ごとにロール式カーテンを装備する。天井は中央部のみ青、そのほかは白色である。
照明はグリーン客室・普通客室とも、明暗を強調し、親しみのある雰囲気を作り出す狙いから、スリット入りの照明カバーに格納した蛍光灯と、ハロゲンランプによるダウンライトを交互に設置する。ただし、グリーン客室は温かみを持たせるため蛍光灯を電球色とし、荷物棚下には読書灯を装備する違いがある。デッキ部でもダウンライトを用い「暗いホームから暖かい色で迎える」狙いから、あえて蛍光灯ではなく白熱灯とした。
床の敷物はDSBがデザインした「バンブー・リーブス」と称する笹の葉文様をあしらい、空間を広く見せるため、斜めの菱型文様とした。材質はグリーン客室がウールを用いた絨毯、普通客室はポリ塩化ビニル製である。
室内の内妻仕切り壁は「北海道の自然を車内に取り入れる」狙いからアルミ板に天然木の突板を張ったものを用いた。鴨居部には妻壁上部と一体化したLEDランニング方式の車内案内表示装置を設け、停車駅・設備案内のほかFM文字多重放送を実施した。仕切扉はタッチセンサー式の自動扉である。
客室デザインのうち、客室天井照明や妻壁上部と一体化した情報表示装置は、DSBがインターシティに用いるMF型気動車（IC3）やコペンハーゲン近郊の通勤列車S-Togに用いるLitraSA・SE（SA・SE系）電車のデザインを範とした。

##### その他設備（0番台）

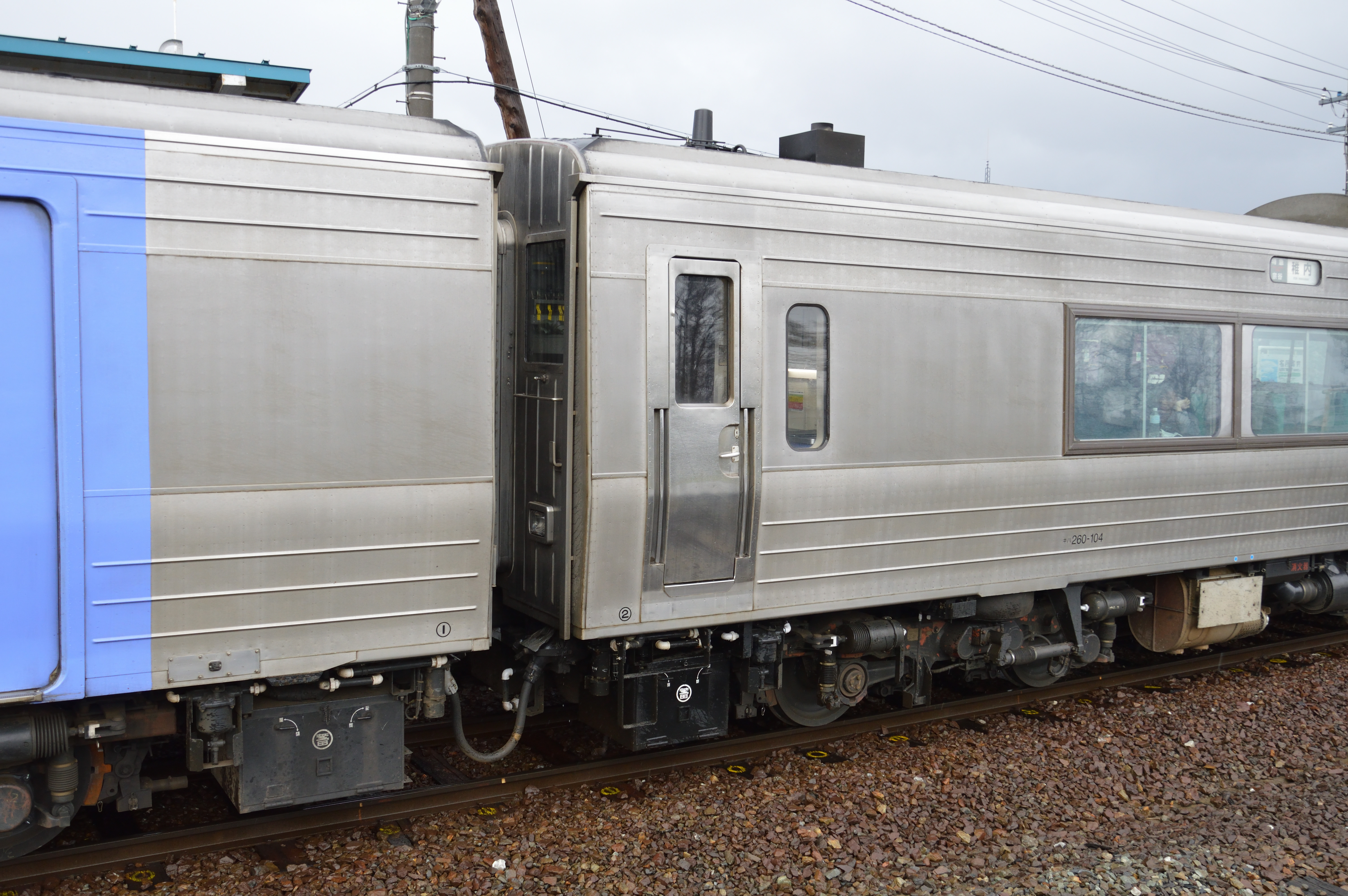
キハ260-102（写真左）の簡易運転台（車掌室）部分の外観。

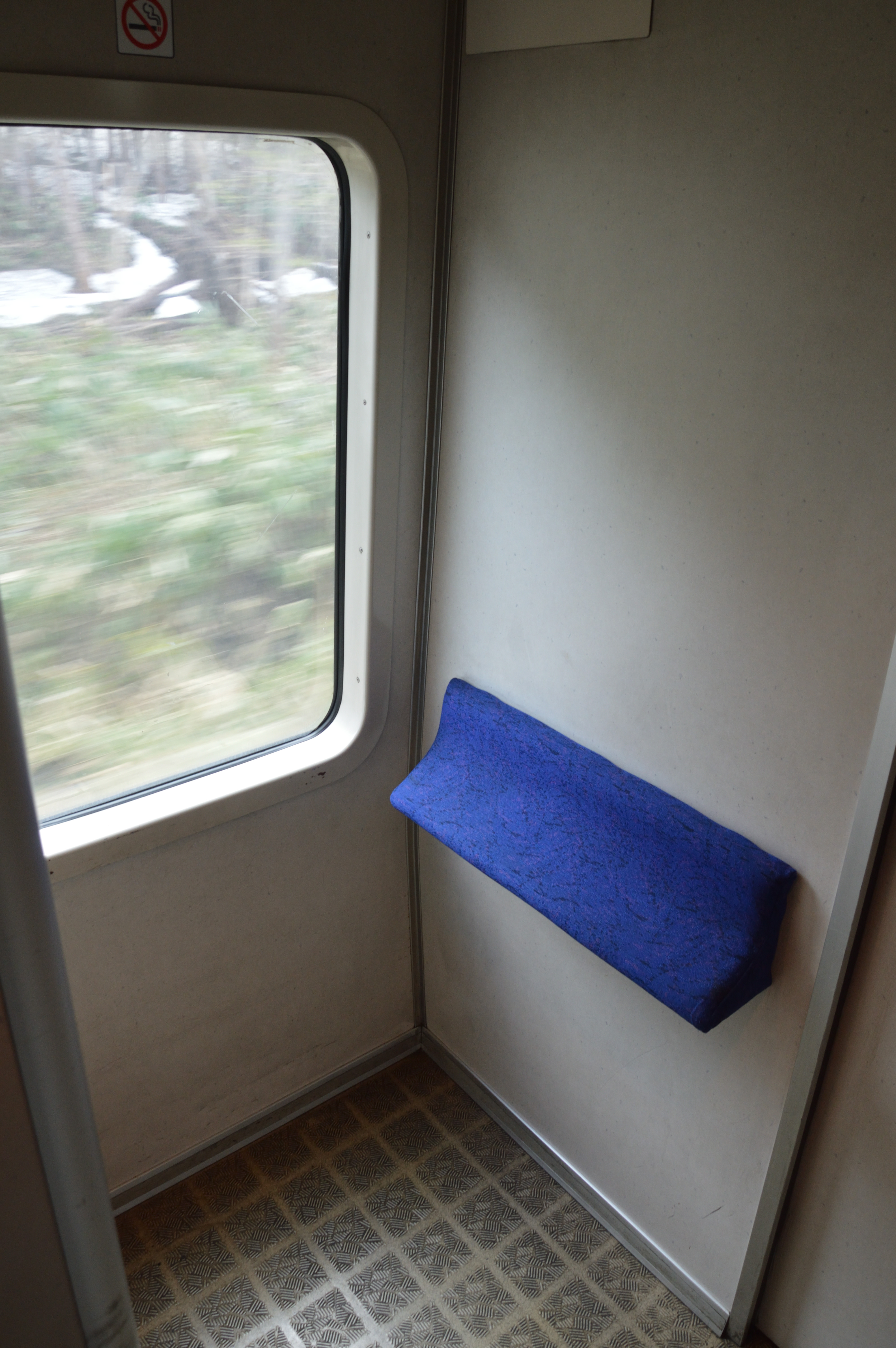
キロハ261-201の喫煙スペース（現在はフリースペースとして運用）。

運転台は左手操作式ワンハンドルマスコンを採用する。機器配置はキハ283系を基本とし、表示灯・スイッチ類の配置はキハ201系を踏襲した。タッチパネル式のモニタ装置も搭載し、各車両の機器状態を常時監視し、故障発生時の項目名・処置の表示や、故障データの記録を行う。また、空調や室内灯の制御も画面から可能であり、列車番号の入力により側面表示器・自動放送・車内表示器を自動で設定することができる。また、当初は将来の785系電車との総括制御が検討されていたため、運転台には電車併結時に必要なスイッチ類（VCBスイッチ、パンタグラフ降下スイッチ、編成切り替えスイッチ）の準備工事が行われている。
先頭部の前面貫通扉と出入台との間は、キハ281・283系と同様、当初増結時以外も通路として乗客に開放した。
また、正規の運転台のほかに、M1車車掌室・M2車電話室には車両基地等での入換時に用いる簡易運転台が格納されており、妻面には前照灯が備えられている。
便洗面所は各中間車に真空式の共用洋式便所を設け、うち、M1車のものは移動制約者対応とした。
Msc車の普通室とグリーン室の中間には業務用室、業務用扉のある車販準備室（カウンター付き）を備え、向かいには喫煙スペースが設置された。
各車両の客用扉にはJR北海道の特急型では初めてドアチャイムを装備した。

### 編成・形式（0番台）
以下、方面を示す場合、札幌駅在姿を基準とする（他番台についても同様）。また、以下に示す諸元は新製時点でのものである。
同番号の先頭車 + 中間車（簡易運転台付）の2両でユニットを構成しており、札幌方先頭車を含むユニットと稚内方先頭車を含むユニットを組み合わせた4両が基本組成となる。増結はいずれかのユニットを基本組成の前後に連結することで行われる。
量産車登場後に編成番号がユニット単位で付番され、記号「SE（=Soya Express）」を冠し「SE-xxx（車両番）号」と表す。以下、文中でM1車を含むユニットを「SE-100番台ユニット」、M2車を含むユニットを「SE-200番台ユニット」と表記するが、これは本項における便宜上のものである。
SE-100番台ユニット (101 - 104)
| キハ261形100番台（キハ261-104 稚内駅）  |  | キハ260形100番台（キハ260-104 稚内駅）  |
| キハ261形100番台 （キハ261-104 稚内駅） |  | キハ260形100番台 （キハ260-104 稚内駅） |

基本組成の小樽方に使用。以下の車両番号が100番台の2両で構成される。
キハ261形100番台 (Mc)
小樽方の先頭となる普通車（定員56名）。自重43.8 t。座席は青色。先頭部の貫通路には自動幌装置を装備する。
キハ260形100番台 (M1)
普通車（定員51名）。自重39.2 t。座席は緑色。小樽方車端部に移動制約者対応の洗面所一体型洋式トイレと喫煙スペース（量産車から。現在は撤去）を設け、客室に車椅子対応座席を1席設けた。稚内方の車端部には簡易運転台付の車掌室と飲料自動販売機の設置用スペースを設け、車掌室の向かい側は開放式の車掌台とした。駆動機関は編成中この車両のみ1基搭載である。
SE-200番台ユニット (201 - 203)
| キハ260形200番台（キハ260-203 稚内駅）  |  | キロハ261形200番台（キロハ261-203 稚内駅）  |
| キハ260形200番台 （キハ260-203 稚内駅） |  | キロハ261形200番台 （キロハ261-203 稚内駅） |

基本組成の稚内方に使用。以下の車両番号が200番台の2両で構成される。
キハ260形200番台 (M2)
普通車（定員60名）。自重43.3 t。座席は赤色。稚内方の車端部に洋式トイレ・洗面所を備える。
小樽方の車両端部には簡易運転台つきの電話室を設けた。
キロハ261形200番台 (Mcs)
稚内方の先頭となるグリーン客室（9席）と普通客室（28席）の合造車（定員37名）。自重44.8 t。普通客室の座席は青色。
普通客室とグリーン客室の中間には業務用室、カウンター付きの車販準備室、喫煙スペース（禁煙化後はフリースペース）を備える。

### 改造・仕様変更（0番台）

#### 量産車での変更・追加点

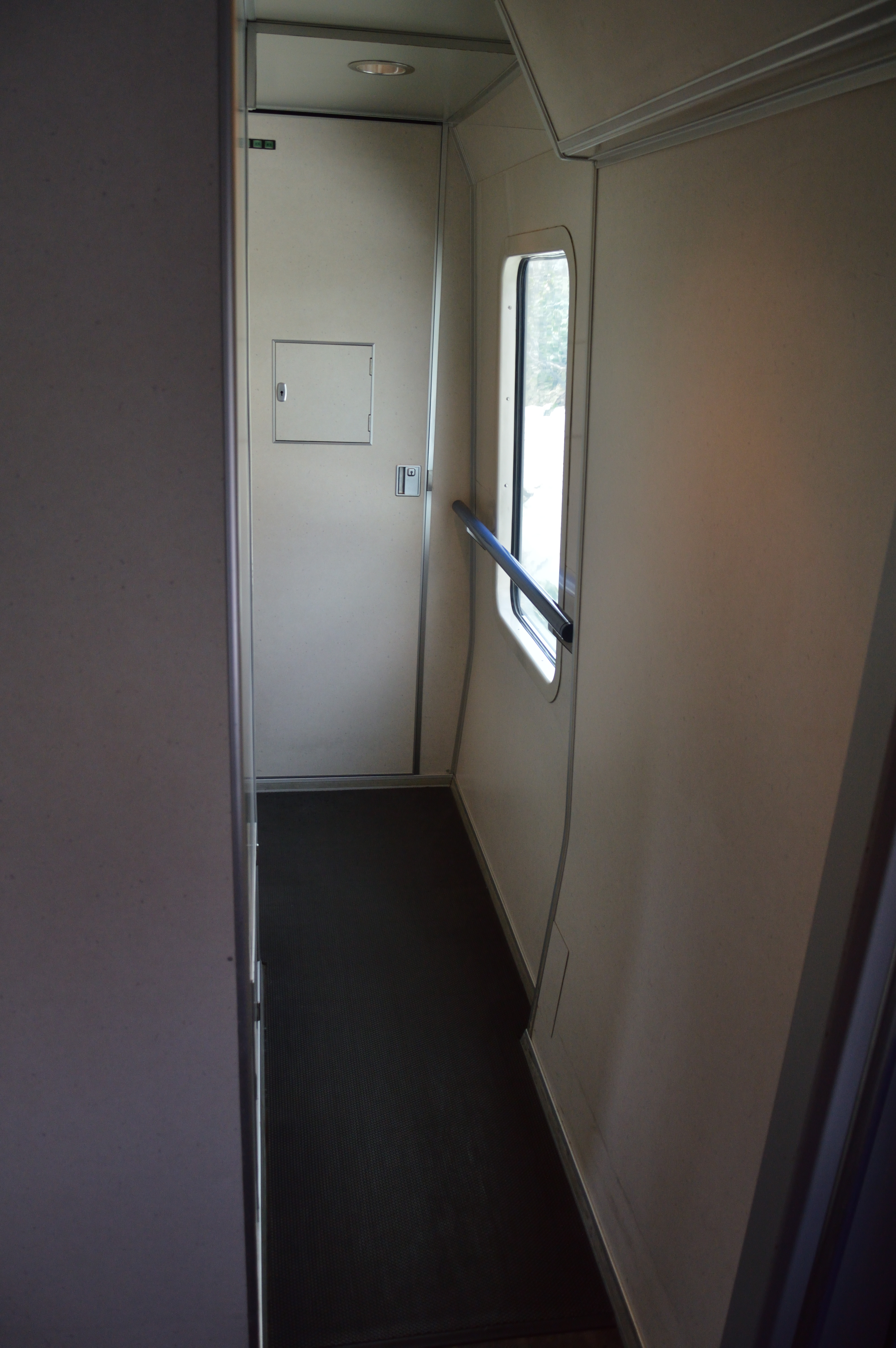
キハ260-104のデッキ通路。禁煙化まで喫煙スペースとして運用された。

試作車での試験結果等を受け、量産車では先述したほか以下の点を変更した。試作車については極力仕様を同等とするため、1999年（平成11年）10月中旬から11月末にかけて量産化改造工事を実施した。

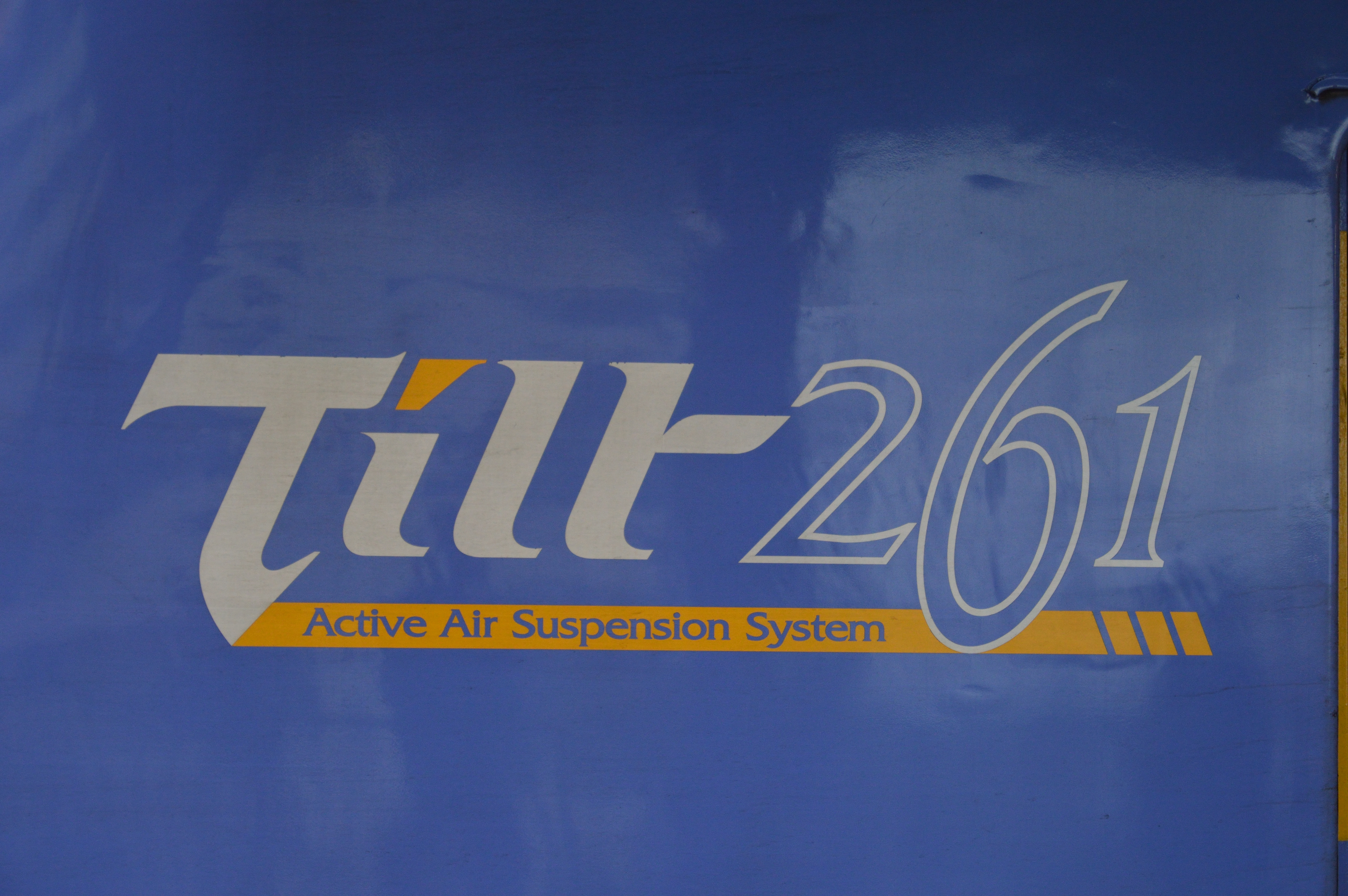
量産車登場時に設定された先頭部ロゴ

- 前頭部側面に"Tilt261 Active Air Suspension System " のロゴマークを配置。
- 普通車客室妻壁テーブル下のマガジンラックの形状を変更。グリーン車にも妻壁テーブルを設置。
- 客室内に広告枠を新設。
- 客室内外の状況が相互にわかるよう、デッキと客室を隔てる仕切り戸のガラスを全面曇りガラスから透明ガラスとフィルムによる処理に変更。
- 妻壁の木目化粧板をシカモアからハードメイプルに変更、汚損防止のため透明フィルム貼り付け。
- 床材のひし形模様の明暗を強調。
- 客室窓ロールカーテンの弛み・窓枠との隙間防止のため幅を拡大。
- ダウンライトの照度を変更（60 W→40 W）。これに伴い電源電圧を24 Vから20 Vに変更。
- 天井が暗く見えたため、天井FRPのスリットの形状を変更。
- M1車トイレ脇の通路に喫煙コーナー（電子式エアクリーナー設置）を新設[注 30]。車掌室腰掛の配置・構造を変更。
- M2車便所のベビーベッドを拡大。
- 出入り台に、足元すべりを防止するくつずりを設置[注 31]。
- 各出入り台のステップを車両限界内で30 mm 拡大。
- 運転室の室温上昇防止のため、前面ガラスにUVコーティング[注 32]。
- 試作車の冷房装置はキハ201系と同様のN-AU201形を搭載したが、量産車では各部屋ごとに室内温度を制御できるN-AU201A形を開発[注 33]。
- 台車について、押圧低減のため軸箱支持ゴムのばね定数を見直し。着氷雪によるブレーキ不緩解防止のためブレーキ装置の水平てこに雪切り（ナイフエッジ）等を追加。
- 駆動装置の水温継電器・変速機の湯温継電器をセンスビーからサーミスタに変更。
- 床下の燃料・潤滑油フィルター・温調弁に氷塊による破損を防止するカバーを設置。
- 変直切替は各車ごとの制御としていたが、クラッチ投入時の衝撃防止のため1エンジン車を含むSE-1xxユニットについては編成内2車で同期制御を実施。加えてクラッチ投入時に各車両個別の燃料制御を実施して前後動揺を低減。
- 予備車が僅少（登場時3編成12両）であるため、異常時に備え、各先頭車に方向転換対応の準備工事の施行。

#### 側窓強化改造
1999年（平成11年）12月に北海道内の特急列車でバラスト飛散による乗客負傷事故が発生したことを受け、2000年（平成12年）度より本番台を含む120 km/h以上の速度で走行する列車に対し、客室窓の複層ガラス外側に厚さ8 mm のポリカーボネート製の透明保護板を追設する改造が行われた。本番台についてはこの時点で落成していたSE-101 - 103、SE-201 - 203の各ユニットに対して実施された。

#### 増備車（SE-104編成）
当初増結運用時の予備車がない状態であったが、2001年（平成13年）10月11日付で小樽方ユニット2両（SE-104ユニット）を増備し、同年11月1日から営業運転に投入した。この編成のみJR北海道の自社保有であり、内装面では座席への手すり設置、肘かけの大型化、など細部仕様に差異がある。機器面では補機駆動装置へ定速回転装置が設置された。
この投入以降、0番台の増備は行われておらず、後年の予備車の不足、5000番台製造の遠因となっている。

#### 喫煙スペース灰皿撤去
2006年（平成18年）3月18日の道内特急全面禁煙化に伴い、Mcs車・M1車の喫煙スペースについては、灰皿を撤去しフリースペースとした。

#### 公衆電話撤去
M2車電話室のカード式公衆電話は、2009年（平成21年）10月1日以降使用停止となり、撤去された。

#### ATS-DN設置工事（0番台）
道内主要線区でのATS-DN設置に伴い、2011年（平成23年）度から翌年度にかけ先頭車に設置された。

#### 腰掛更新
2012年（平成24年）度に普通車の背ずり・座布団についてモケット・ウレタンの取替が行われている。

#### 車体傾斜装置使用取りやめ

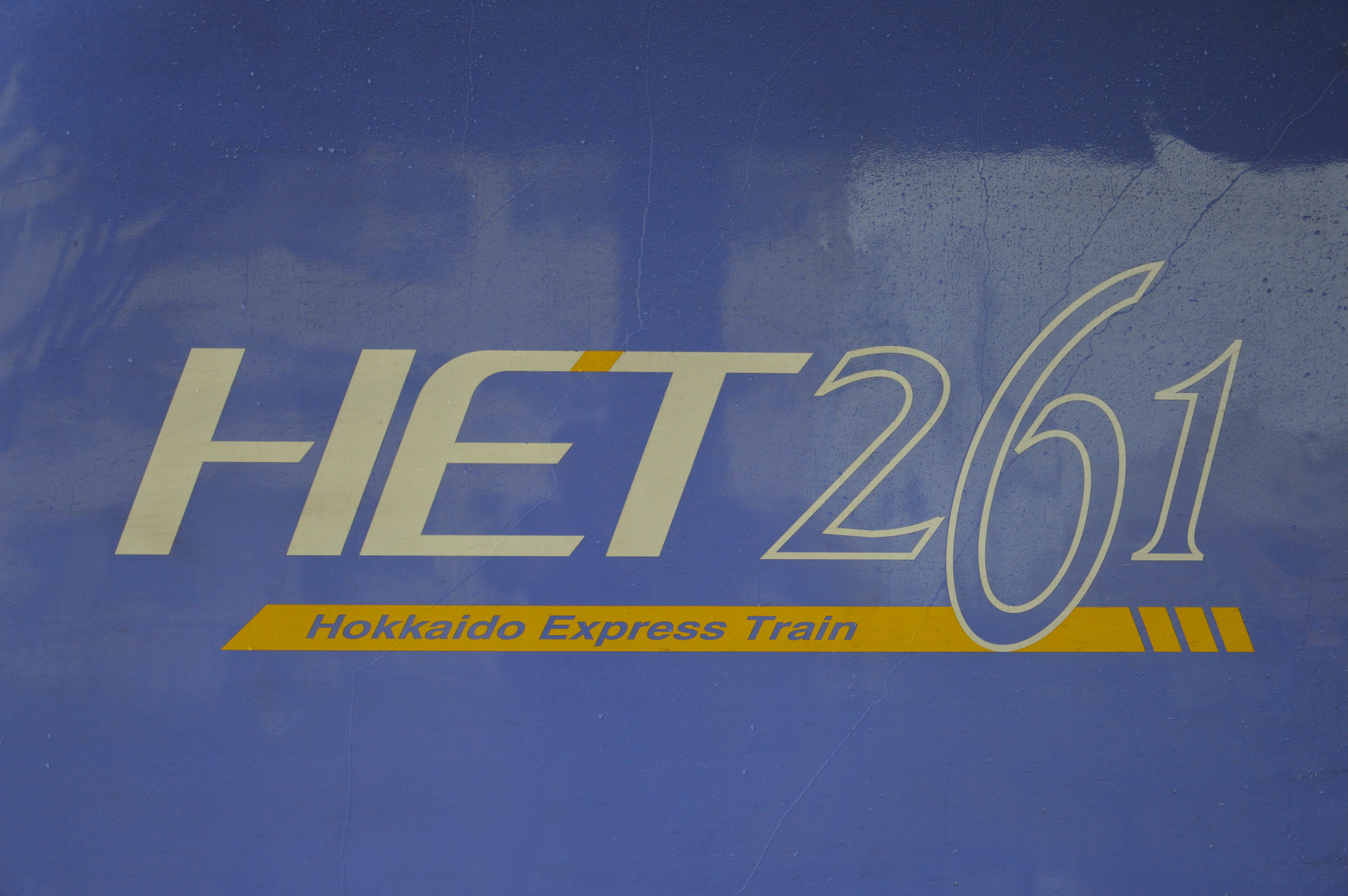
「HET261」に変更されたキハ261系0番台の先頭部ロゴ

2014年（平成26年）8月30日ダイヤ改正をもって、軌道や車両への負担軽減、機器トラブルの防止を目的として、本系列の車体傾斜装置の使用を取りやめた。その後、先頭車ロゴについては"HET 261 Hokkaido Express Train"に順次変更されている。

#### 重要機器取替工事（0番台）

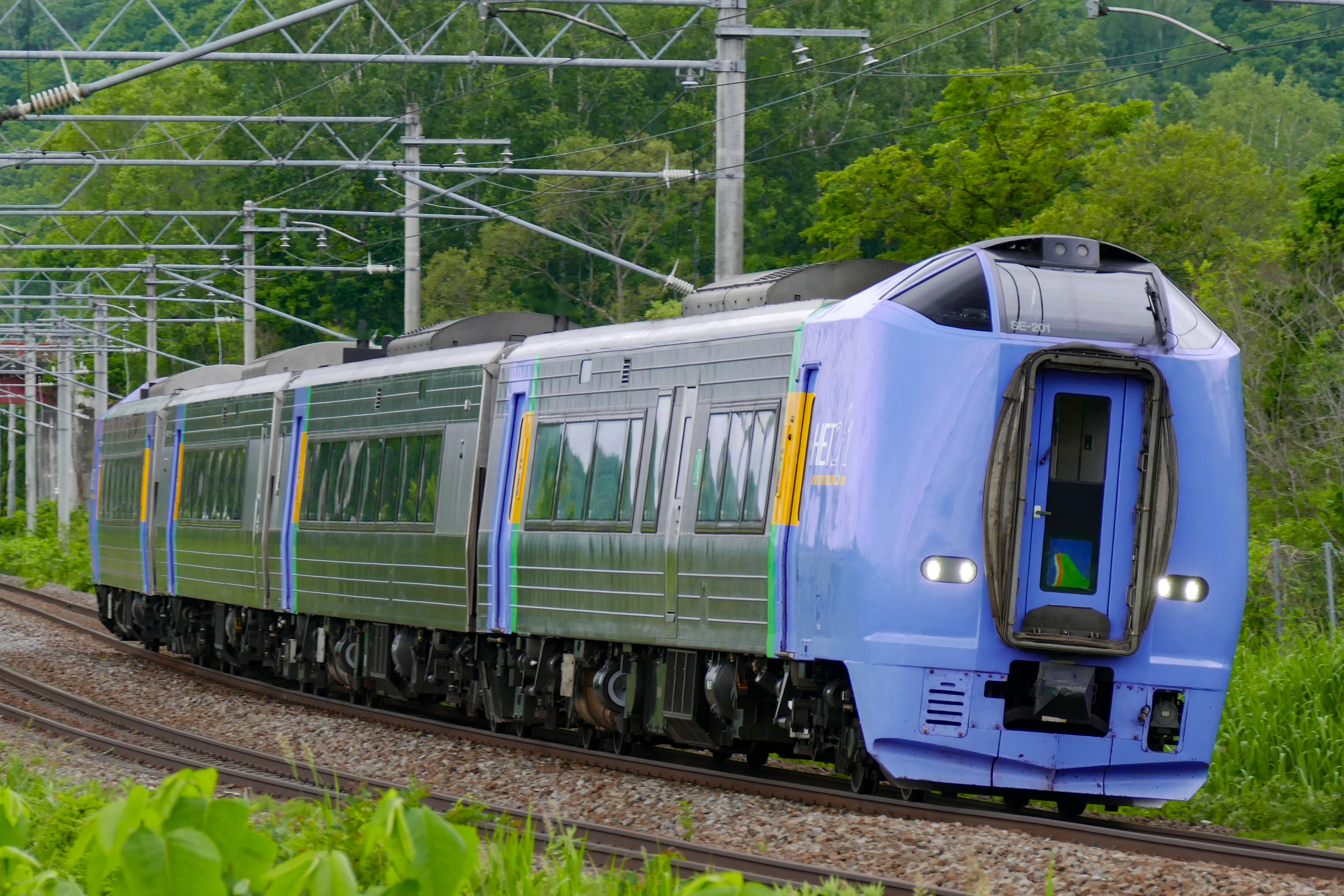
重要機器取替工事後のSE-201編成使用の特急「宗谷」（2022年6月20日 函館本線納内駅 - 近文駅間）

JR北海道では2011年（平成23年）に発生した石勝線脱線火災事故以降、車両ライフサイクルを体系化しながらの車両計画を実施しており、経年16年・走行距離300万kmを超えた車両を重要機器取替工事時期とした。0番台については2016年（平成28年）度から2021年（令和3年）にかけ、機関・変速機等の動力関係機器類の取替が定期入場時に順次実施された。施工車には併せて、車体傾斜装置撤去、自動幌システム撤去、前照灯のLED化、側面方向幕のフルカラーLED化が実施されている。
なお、SE-102, 103, 201ユニットについては、同時に「5次車化改修工事」（後述）、SE-102, 103ユニットについては減速機支え装置の構造変更が行われた。

## 1000番台
2006年（平成18年）から2022年（令和4年）にかけ、数回の仕様変更を行いつつ断続的に製造が続けられたグループ。0番台との併結を考慮しない大幅な仕様変更が行われた。
以下、本項中では、中川 (2019)における記述を参考に、本番台の発注区分を「次車」として表記する。

### 製作・増備の経緯（1000番台）
1997年（平成9年）の道東高速鉄道開発（道高速の前身）を主体とする石勝線・根室本線南千歳駅 - 釧路駅間高速化工事の完成に合わせ、JR北海道では制御付自然振子車のキハ283系を開発・投入した。
これにより札幌駅 - 帯広駅・釧路駅間の特急列車は、2001年（平成13年）7月1日ダイヤ改正までに昼行「おおぞら」全6往復と「とかち」6往復中2往復（いずれも運行本数は当時）が高速化された。
その後、2004年（平成16年）に入り「とかち」の全列車高速化と「（スーパー）おおぞら」の増発が検討されるにあたり、「とかち」に残存するキハ183系の置換は制御付自然振子車に比して費用対効果に優れるキハ261系を用いることとなり、本番台が開発・投入された。
2006年（平成18年）の先行製造車落成後、2007年（平成19年）10月1日、「スーパーとかち」として営業運転を開始した。2009年（平成21年）に一旦投入は終了したが、2013年（平成25年）からは車両増備や既存特急車両の老朽取替を名目として2022年（令和4年）まで新造投入が続けられた（後述）。

### 仕様（1000番台1・2次車登場時）
特記ない限り1・2次車登場時の仕様について述べる。床下機器配置などは0番台から踏襲しつつ、構体などは789系電車を基本とする。また、同時期に開発された789系1000番台電車との共通点も多くみられる。
1・2次車の製造は、車体構体と台車を川崎重工業から購入し、搭載機器や内装などの艤装作業は自社の苗穂工場において自社およびグループ会社が担当するノックダウン方式を採った。

#### 外装（1000番台1・2次車登場時）
| 1000番台のLED式側面行先表示器（旧、左：日本語表示時、右：英語表示時） |  | 1000番台のLED式側面行先表示器（旧、左：日本語表示時、右：英語表示時） |
| 1000番台のLED式側面行先表示器（旧、左：日本語表示時、右：英語表示時） |  |                                                                       |

0番台同様、前頭部のみ普通鋼とした軽量ステンレス製構体であるが、789系0番台の仕様が基本である。このため0番台と比較して先頭車の車体長さが200 mm 長くなり、全車の車体高さも30 mm 低くなった。車体側面はビード加工を省略し表面を梨地仕上げとした。客用扉の配置・寸法・構造は0番台と同様である。
前頭部の意匠・灯火類配置は789系0番台とほぼ同一の貫通構造として貫通幌は設置せず、アダプタ付き中間幌の設置準備工事（ほろ掛金用穴等）に留めた。
側面には列車名・行先・号車表示・設備表示を一体とした3色LED式（日本語・英語交互表示）行先表示器を設け、サボ受けは廃止した。正面の愛称表示器は789系0番台同様ロール幕式を用いる。
客室窓については789系1000番台同様、破損防止のため「ポリカーボネート&ガラス複合窓ユニット（商品名：IGP）」を採用し、従来の方式と比較して重量とコストが低減した。また、側引戸窓などには単板のポリカーボネートを使用した。
中間連結部は、幌を一体成型ゴム製に変更し、転落防止幌が設置された。
登場時の外装デザインは0番台と同様ブロックパターンを踏襲したが、客用扉窓 - 戸袋部周囲・ロゴのアクセントカラーを黄色からオレンジ色に変更した。

#### 機器類・車両性能（1000番台1・2次車登場時）
| キハ260形（1300番台）の主機関 N-DMF13HZJ形  |  | キハ260形（1300番台）のN-DT261A形台車（2007年10月18日、帯広駅）   |
| キハ260形（1300番台）の 主機関 N-DMF13HZJ形 |  | キハ260形（1300番台）の N-DT261A形台車 （2007年10月18日、帯広駅） |

駆動機関は加速性能・登坂性能向上のため、全車が2基搭載となり、機関自体も燃焼室形状を変更して、燃焼効率向上による有害排出物の低減を図った。このため形式がN-DMF13HZJ形（定格出力460 PS / 2100 rpm）に変更された。変速機は0番台と同一（N-DW16A形）である。台車は140 km/h走行にも対応する N-DT261A 形に変更した。
補機駆動装置には、0番台SE-104ユニットで採用した定速回転装置（SGAD25M形）を各車2台設け、電源供給の安定化を図った。
冷房装置はN-AU201B形とした。形状は0番台と共通であるが、冷媒を代替フロン（R-407C）としたことにより冷凍能力は26,000 kcal/hに減少した。
補助電源装置は静止型インバータ（N-IV261形）とし、駆動装置等の制御に用いる系統の電圧については、0番台同様電車との総括運転制御を準備工事としたため、直流100 Vとした。
モニタ装置は伝送方式が0番台と異なり、互換性を持たない。

##### 車体傾斜装置（1000番台1・2次車登場時）
2013年（平成25年）以前に増備された車両は車体傾斜装置を装備したが、0番台から制御装置のモデルチェンジ、傾斜角度の検知に用いる高さ調整弁装置の改良が行われていた。

#### 車内設備・内装（1000番台1・2次車登場時）
0番台のデザインを踏襲し、設備の配置もほぼ0番台と共通であるが、789系などでの改良点が反映された。

##### 客室（1000番台1・2次車登場時）
| キロ261-1101のグリーン客室（2009年4月8日）  |  | キハ260-1102の普通客室（登場時）（2009年4月8日）  |
| キロ261-1101のグリーン客室 （2009年4月8日） |  | キハ260-1102の普通客室（登場時） （2009年4月8日） |

グリーン客室はMsc車の全車、8列に拡大された。座席は引き続き横1+2配列・1,145 mm間隔の牛革張りシートを採用したが、座席肩に手すりを設けている。コンセントは引き続き窓側のみの設置であるが、2人掛け側については2口とした。また床で使用した絨毯は上質感と吸音性向上のため789系0番台と同等のウール100 %へ変更し、菱形模様ではなくなった。
普通客室の座席は当初789系1000番台と機能面で同等の座席とされ、座席肩に手すりを設けた。座席モケットは緑色と青色の2種類の平織布であった。配置は引き続き横2+2配列・960 mm間隔である。
客室仕切り戸については、作業性向上のため、789系と同様の制御器一体型とした。
内装パネル類は2004年（平成16年）に鉄道に関する技術上の基準を定める省令の解釈変更が行われたため、同時期に製造された789系1000番台と同様、以下を変更した。
- 溶融滴下対策として天井パネルを新基準対応のFRP製、小天井パネルをメラミン化粧板へ変更。
- 忘れ物防止の荷棚のぞき窓を透明アクリル板から客室照明キセとデザインをあわせたアルミの打ち抜き材に変更。

##### その他設備（1000番台1・2次車登場時）
| 1000番台の運転台。ワンハンドルマスコンとタッチパネル液晶式のモニタディスプレイを装備する。 |  | 1000番台の乗降口付近。 |
| 1000番台の運転台。ワンハンドルマスコンとタッチパネル液晶式のモニタディスプレイを装備する。 |  | 1000番台の乗降口付近。 |

運転台の構成は0番台に準じる。
各車の設備配置は0番台を踏襲し、以下のように変更した。
- M3車を新設（後年M4車も新設、後述）。
- M1車・M2車の簡易運転台は準備工事にとどめ、当該箇所妻面は窓ガラス、ワイパー駆動軸、前照灯を設置できるよう穴を設け塞ぎ板で閉塞。
- 各先頭車前位側出入り台に車掌台（戸閉スイッチ・ブザー・非常引きスイッチ）と開閉可能な小窓を新設[注 54]。
  - この関係で乗降扉の引き勝手が0番台と反対向きである。
- Mcs車に多目的室を新設。
- Mcs車の車販準備室はカウンターを設けず、789系0番台と同様の構造に変更。
- M1車車掌室向かいに設けていた開放構造の車掌台・自動販売機の設置用スペースを廃止。業務用室（密閉構造の車掌台）に変更。
- 便所を789系と同構造（FRPユニット）に変更。洗面台を廃止し、男子用小便所を新設。M1車の車いす対応トイレについては形状が台形から長方形となったため、通路のレイアウトを変更。トイレ向かいに車いすスペースを設置。
- Mcs車とM3車の客室外に大型荷物置場を設置。
- デッキドア回り内側の配色を、0番台の青から、789系0番台と同様の萌黄色に変更。
- 喫煙スペースを全廃[注 55]。

### 編成・形式（1000番台）
| Mcs | Mcs | M2    | M1   | Mc   |
| ◇G  | 普◇ | 普◇〇 | △普◇ | ◇普◇ |

| Mcs | M1   | M3  | M2    | Mc   |
| ◇G◇ | ◇普△ | ◇普 | 〇◇普 | ◇普◇ |

| Mc1 | M1   | M3  | M2    | Mc2  |
| ◇F◇ | ◇普△ | ◇普 | 〇◇普 | ◇普◇ |

車内設備や諸元については特記ない限り１・2次車（M4車は7次車）のものとし、増備・改造による変更は後述する。
0番台と同様4両編成が最短の組成であり、同番号の先頭車 + 中間車の2両がユニットである。ただし、M1車とM2車について方向転換の上、連結位置を入れ替えた（編成比較表参照）。編成番号はユニットごとに付番され、車両番号に記号「ST（=Super Tokachi）」を冠し「ST-xxxx（車両番号）」のように表される。以下、文中でM1車を含むユニットを「ST-1100番台ユニット」、M2車を含むユニットを「ST-1200番台ユニット」と表記するが、これは本項における便宜上のものである。
増結時は、基本組成のユニット間に増結車 (M3車、M4車) を1両単位で挿入・組成し、最大10両編成までの組成が可能である。
ST-1100番台ユニット
| キロ261形1100番台（1次車）（キロ261-1101 帯広駅）  |  | キハ260形1100番台（1次車）（キハ260-1101 新得駅）  |
| キロ261形1100番台（1次車） （キロ261-1101 帯広駅） |  | キハ260形1100番台（1次車） （キハ260-1101 新得駅） |

基本編成の釧路・函館方に使用。以下の車両番号が1100番台の2両で構成される。
キロ261形1100番台 (Mcs)
釧路・函館方の先頭となるグリーン車（定員24名）、自重は45.5 t。札幌方のデッキと客室の間に多目的室・車販準備室・業務用室・荷物置き場（上段はリネン庫）を設けた。
キハ260形1100番台 (M1)
移動制約者対応設備を設けた普通車（定員50名）、自重は43.2 t。1・2次車登場時の座席色は緑色。釧路・函館方にはトイレ（車椅子対応洋式・男子小用）を設けた。小樽方は車掌室（簡易運転台準備工事）と業務用室を設けた。移動制約者対応として、客室の釧路・函館方に車椅子対応座席と車椅子スペースを2席分設けている。屋根上にはFM文字多重放送受信用アンテナを設置する。

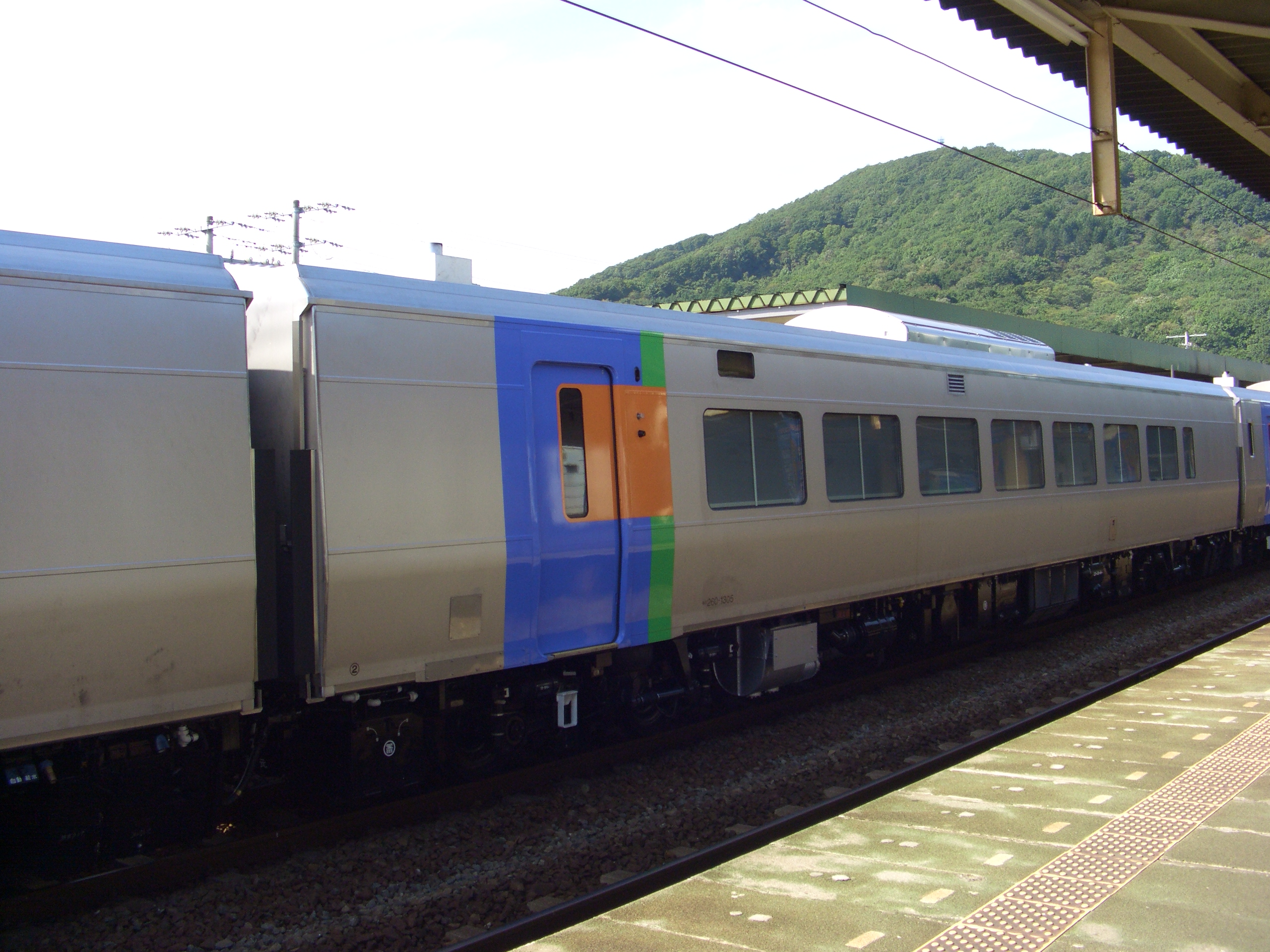
キハ260形1300番台（2次車）
（キハ260-1305 新得駅）

ST-1200番台ユニット
| キハ260形1200番台（1次車）（キハ260-1201 新得駅）  |  | キハ261形1200番台（1次車）（キハ261-1201 新得駅）  |
| キハ260形1200番台（1次車） （キハ260-1201 新得駅） |  | キハ261形1200番台（1次車） （キハ261-1201 新得駅） |

基本編成の小樽方に使用。以下の車両番号が1200番台の2両で構成される。
キハ260形1200番台 (M2)
普通車（定員60名）。自重は43.4 t。1・2次車登場時の座席色は緑色。釧路・函館方には電話室（簡易運転台準備工事）を設けた。小樽方にはトイレ（共用洋式・男子小用）を装備する。また、屋根上には公衆電話用アンテナを設けた。
キハ261形1200番台 (Mc)
小樽方の先頭となる普通車（定員56名）。自重は44.8 t。1・2次車登場時の座席色は青色。
増結車
車両向き・客室構成はほぼM2車と同一であるが、他車とユニットを組まず、1両単位でST-1100編成とST-1200編成の中間に挿入する。仕様差によりM3車・M4車と呼称される。
キハ260形1300番台 (M3)
普通車（定員60名）。自重は43.4 t。1・2次車登場時の座席色は青色。連結器を両端とも密着連結器とし、M2車では小樽方妻面に立ち上がっていた排気管を室内（機器室内）に格納した関係で便洗面所の設置位置が客室側に寄っている。釧路・函館方は電話室の代わりに大型荷物置場を設け、簡易運転台の準備工事も行われていない。
キハ260形1400番台（M4）
7次車から設定された普通車（定員54名）。自重は43.4 t。釧路・函館方の車端に大型荷物置場に代わり簡易な車掌業務ができる業務用室を設けた。このため当該箇所の側面には小窓が設けられた。その他仕様はM3車（7次車）と同一。7次車の項目も参照。

### 改造・仕様変更（1000番台）
改造日の出典については主要な改造歴の項を参照。

#### M3車荷物置場の仕様変更
M3車釧路・函館方に設置された大型荷物置場は当初中間棚がある仕様であったが、2次車のうちキハ260-1304以降はスキー板等の搭載を考慮し、棚を省略した。この仕様は6次車まで踏襲された。

#### 1000番台3次車
| 3次車（ST-1203編成）を先頭に組成された特急「スーパーとかち」（長都駅 - サッポロビール庭園駅） |  | 3次車キハ260-1309（函館駅）写真右端（小樽方）の客室小窓を塞いでいる。  |
| 3次車（ST-1203編成）を先頭に組成された特急「スーパーとかち」（長都駅 - サッポロビール庭園駅） |  | 3次車キハ260-1309（函館駅） 写真右端（小樽方）の客室小窓を塞いでいる。 |

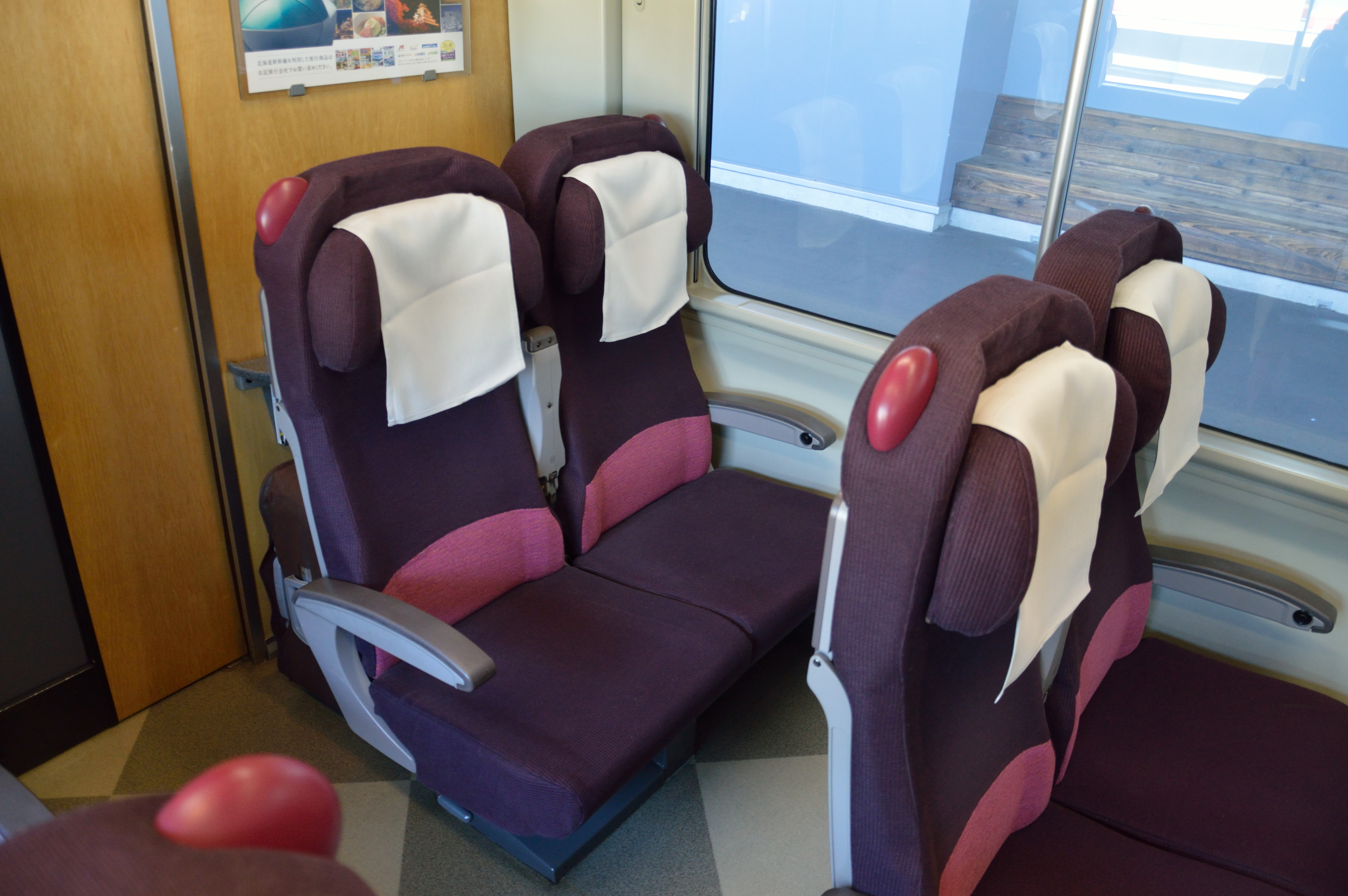
グレードアップ座席の一例

1・2次車投入後も残ったキハ183系「とかち」の置換・高速化を目的に、2009年（平成21年）に3次車8両が同じく苗穂工場のノックダウン生産で増備された。仕様面では以下が変更された。
- M2・M3車への洗面台・荷物置場設置
  - M2・M3車は客室を座席1列分縮小。小樽方の便所に隣接して洗面台と荷物置場を設置[90]。両車とも定員56名（4名減）[90]。
  - この変更は制作途中に行われたため[92]、不要となった小窓部分はステンレス板で塞いで落成[記事 3][記事 5]。
    - 1・2次車では客室・定員の変更は実施せず、代替として便所に液体洗剤容器を設けた。
- M1・M3車普通車座席の「グレードアップ座席」化
  - 「スーパーとかち」全列車の普通車指定席を「グレードアップ座席」とするため[JR北 11][注 61] 、当時の所定編成[注 62]で指定席となるM1・M3車の座席を変更[90]。
  - 座面幅を462.5 mm から 480 mmに、腰掛高さを1070 mm から1150 mm に拡大し、可動式枕・チケットホルダー・ドリンクホルダーなどを導入[注 63]。
  - 1・2次車は2009年（平成21年）4月から改造を開始し、同年8月11日までに全車の改造が完了。
- M2車電話室を業務用室化し、屋根上の公衆電話アンテナ取付台にふさぎ板取り付け[84][注 64]
  - 1・2次車は2009年（平成21年）度に公衆電話の撤去を実施[90]。

#### M2車の「グレードアップ座席」化
2010年（平成22年）10月10日から「スーパーとかち」の基本編成を5両から4両へ減車することに先立ち、新たに指定席となるM2車全車に対して「グレードアップ座席」への換装が実施された。以降の増備車では当初よりM2車はこの仕様である。
前述のM1車・M3車の換装を含めたこれら「グレードアップ座席」化 で取り外された従来型の座席については、一部が2010年（平成22年）に実施された785系電車の青函地区転用（300番台）に伴う内装更新に際し、脚台を除いて転用されている。

#### 中間ほろ素材変更
メンテナンス負担軽減のため、2011年（平成23年）2 - 3月に中間ほろを一体成型ゴム製から一般的な構造の布製（クロロスルフォン化ポリエチレンゴム引布）に変更した。

#### ATS-DNの設置
道内主要線区でのATS-DN設置に伴い、新造時点でATS-SNのみ対応であった1 - 3次車については2011年度（平成23年度）から各編成先頭車に順次設置された。

#### 石勝線脱線火災事故を受けた対応
2011年（平成23年）5月27日に発生した石勝線脱線火災事故を受け、同年9月に、以下の対策が行われた。
- 客室内非常灯（懐中電灯）設置
- 先頭車車掌台へ緊急避難はしご搭載（当初は先頭車通路へ設置、翌月以降順次車掌台へ移設）

#### 1000番台4次車

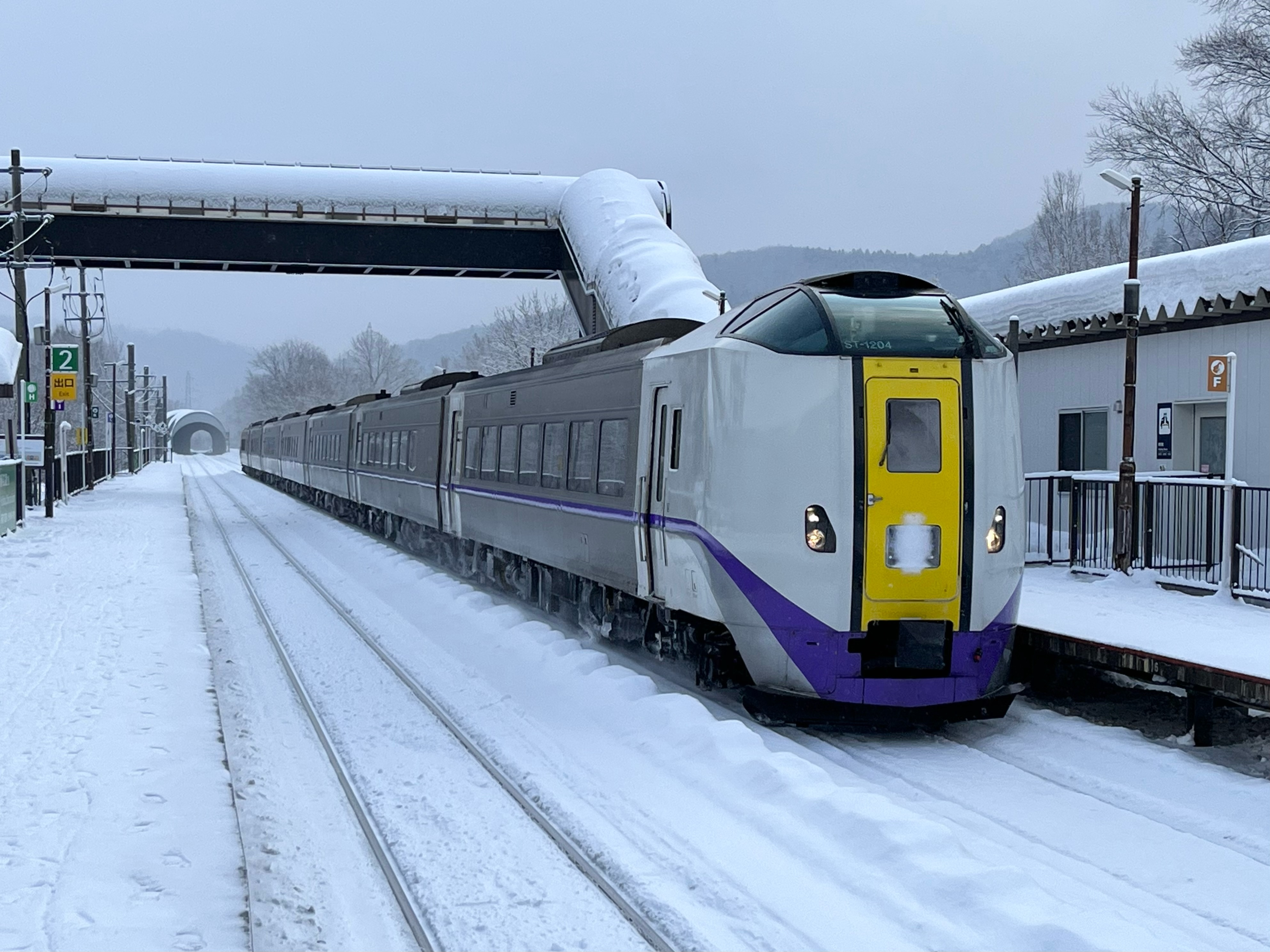
4次車ST-1204編成（新塗装化後）を先頭に組成された特急「おおぞら」（2023年2月25日　トマム駅）

前述の石勝線脱線火災事故ではキハ283系6両が焼失したことで、キハ283系使用列車を中心に車両繰りが悪化し、サービス面から早急な改善が求められた。
そこで輸送体系維持を目的として新設計を必要としない本系列を増備することとなり、2013年（平成25年）に4次車6両を導入した。
製造は苗穂工場に代わり新潟トランシス（構体は引き続き川崎重工業が担当するノックダウン生産）が担当した（編成表参照）。仕様面では前述の事故後に実施された対策のほか以下を変更し、このうち（※）を付した内容は3次車以前にも改造にて施工した。
- M2車公衆電話アンテナ取付台省略
- 屋根外板を無塗装からグレー塗装に変更
- M2・M3車側面小窓のふさぎ板省略
- 公衆電話アンテナ取付台省略
- 全腰掛を耐火布巻きに変更（※）
- 客室ダウンライトをハロゲンランプから電球型蛍光灯（電球色）に変更
- 先頭車通路への立入り禁止ロープ・表記設置（※）[注 26]
- 正面愛称表示機窓材質の変更（強化ガラス→ポリカーボネート）

#### 1000番台5次車・1〜4次車の「5次車化改造工事」

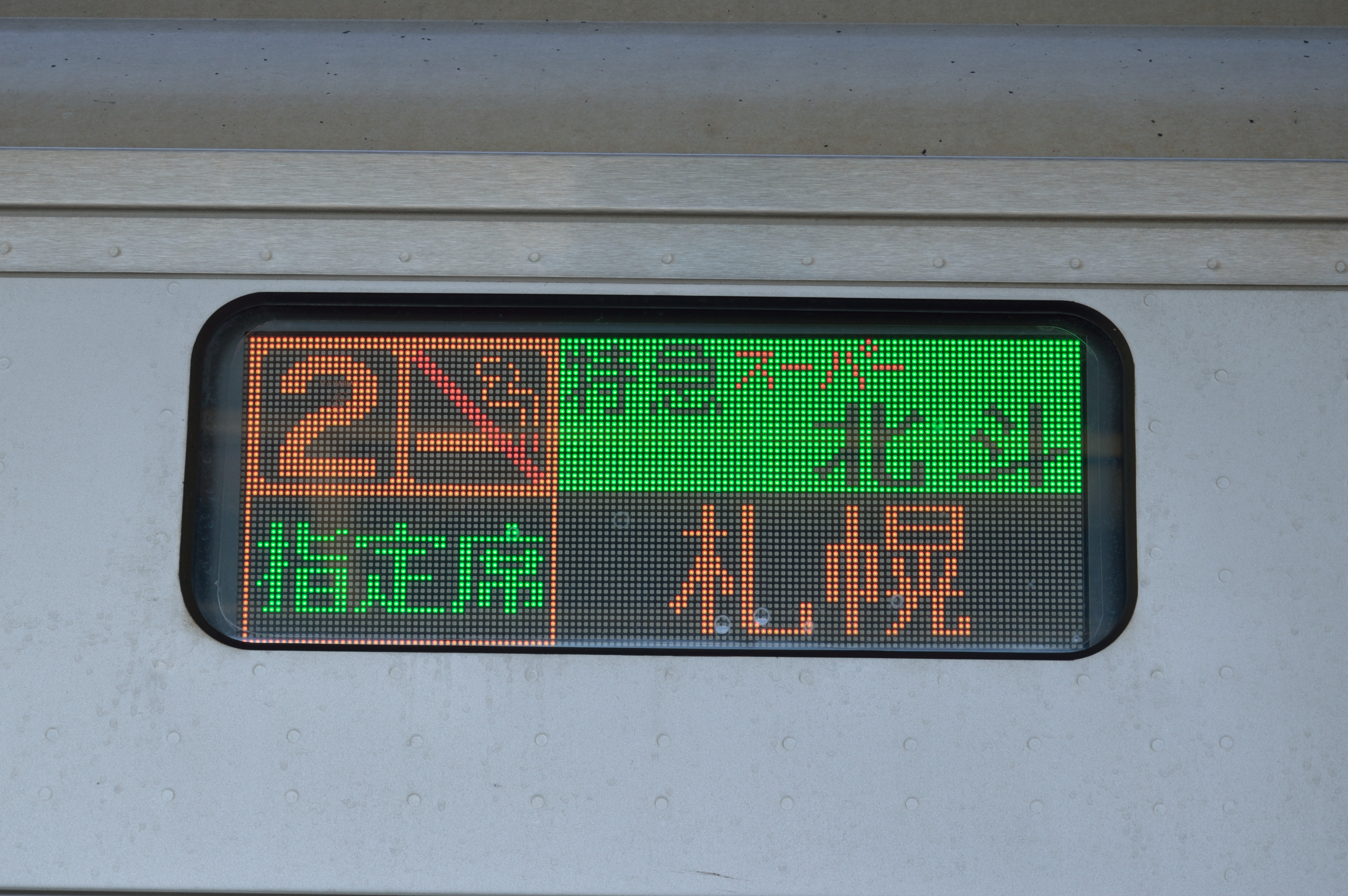
5次車以降のセレクトカラーLED式側面行先表示器（日本語表示時）

北海道新幹線開業に伴う「（スーパー）北斗」の輸送力確保・増発、「スーパーとかち」の適正な予備車確保を目的に2015年（平成27年）度から2016年（平成28年）度初にかけ5次車28両が導入された。製造は「短期間での制作が必要であること」から引き続き新潟トランシスがノックダウン生産した。

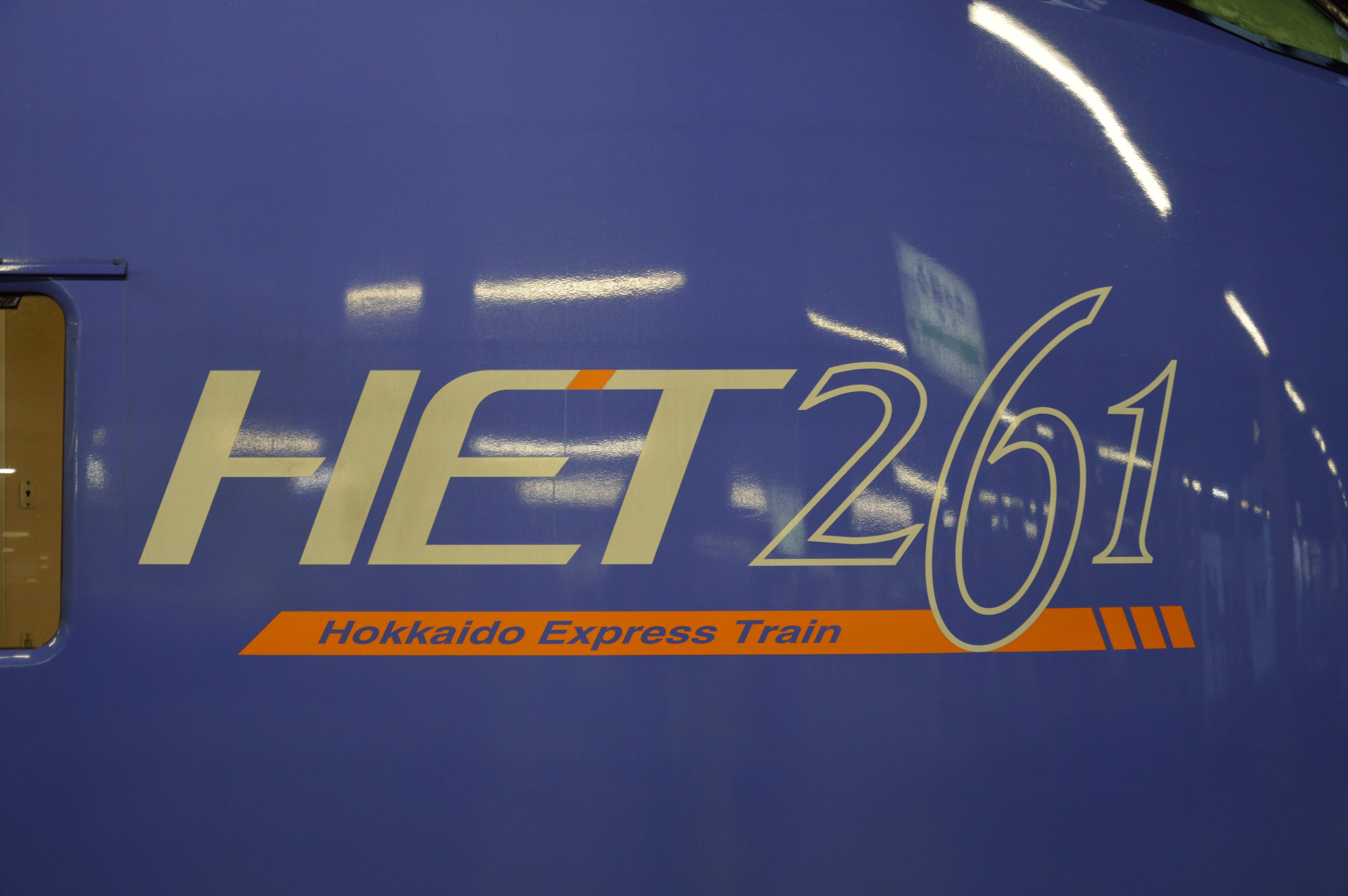
「HET261」に変更された5次車のロゴ（2016年10月23日 ST-1106編成）

仕様変更は以下の通り。このうち（※）を付した内容については「5次車化改造工事」として2015年度（平成27年度）から2018年度（平成30年度）にかけ既存車両にも施工された。
- 車体傾斜制御装置搭載省略と関連機器の変更（※）
  - 本系列は2014年（平成26年）8月30日ダイヤ改正をもって車体傾斜装置の使用が取りやめられた[JR北 3][注 72]。
  - 関連して先頭部側面のロゴを"HET 261 Hokkaido Express Train"に変更[注 73]。後述の外装デザイン変更に伴い4次車以前には波及しなかった。
- 電車併結総括制御準備工事（VCB切スイッチ・パンタグラフ下げスイッチ・保護接地スイッチ等）省略（※）
- 空気圧縮機の小型化（C1000H→C600A）（※）
- 空気圧縮機変更に伴い機関をN-DMF13HZLに変更（※）
- 燃料タンクのステンレス鋼化・外殻の2重化・プロテクター取付
- すべての普通車座席をグレードアップ座席に変更[注 74]
- グリーン車座席の上下可動式枕の固定をバンドからレールに変更
- 室内照明（蛍光灯、ダウンライト、グリーン車読書灯）をすべてLED灯具に変更
- 側面号車行先表示器を3色LEDからセレクトカラーLED（赤、緑、橙）に変更
- 車側表示灯の「戸閉」レンズの透明化（発光体の赤色LED化）

#### 外装デザイン変更
| 新塗装となった車両で組成された特急「おおぞら」（ST-1101編成他 2021年5月7日 庶路駅 - 西庶路駅間） |  | 新塗装化後の5次車キハ260-1312（函館駅）5次車では4次車同様構体の小窓が当初より省略された。  |
| 新塗装となった車両で組成された特急「おおぞら」（ST-1101編成他 2021年5月7日 庶路駅 - 西庶路駅間） |  | 新塗装化後の5次車キハ260-1312（函館駅） 5次車では4次車同様構体の小窓が当初より省略された。 |

2015年（平成27年）9月9日、後述の6次車の投入を前に本番台の外装デザイン変更が発表された。
新デザインは先頭部と出入り口付近を北国に積もる雪、清らかさ、誠実さをイメージした白、前面から側面にかけ、ラベンダー・ライラックの花をイメージした紫と銀の帯、前面貫通扉付近は警戒色として菜の花畑などをイメージした黄色とした。

従来のデザインで製作された5次車までの計55両は塗装変更が行われ、最初に2015年（平成27年）12月17日付でST-1204編成を変更し（同日報道公開）、同年12月25日の「スーパーとかち1号」から営業運転に投入した。以後順次塗装は変更され、2019年（平成31年）1月28日付施工のキハ260-1323をもって変更は完了した。

#### 1000番台6次車
| 6次車ST-1109編成を先頭に組成された特急「北斗」（2022年5月4日 苫小牧駅） |  | 6次車の客室内（キハ260-1110：荷物置場追設、車いすスペース拡大前）  |
| 6次車ST-1109編成を先頭に組成された特急「北斗」（2022年5月4日 苫小牧駅） |  | 6次車の客室内 （キハ260-1110：荷物置場追設、車いすスペース拡大前） |

JR北海道では、2011年（平成23年）から「次世代特急車両（→キハ285系）」の開発を進めており、2014年（平成26年）度初の時点では5次車の量産と並行して、同年秋にも試作車が落成する予定であった。
しかし、同年9月にJR北海道を取り巻く情勢からキハ285系の開発は試作車落成直後に中止され、当面の老朽特急型気動車の置き換えについては、キハ261系で実施する方針に転換された。
また、2015年（平成27年）3月20日発表の「安全投資と修繕に関する5年間の計画」により、キハ183系初期車の淘汰が1年前倒しされ、2017年（平成29年）度末までに進めることとなったが、先に投入した5次車はあくまでキハ183系の継続使用を前提としての輸送力強化のための増備であった。
このため、「車両の安全性と輸送サービスレベルの向上」を目的に、6次車が2016年（平成28年）度から2018年（平成30年）度初にかけ計32両製造されることとなった。大半は5次車同様新潟トランシスによるノックダウン生産であったが、2017年（平成29年）製造のうち8両（編成表参照）は初めて川崎重工業が艤装まで担当した。
仕様面では以下を変更した。
- 当初から新デザインで落成
- 運転台前面窓に予備ワイパーを設置
- 2016年（平成28年）3月ダイヤ改正でのFM文字放送終了に伴い[他 1]、M1車FM文字多重放送アンテナ・受信機搭載省略
  - 5次車以前は機能停止後、2017年（平成29年）3月以降順次撤去[31]
- 愛称表示器をロール幕式からフルカラーLED式に変更
  - 1〜4次車についても順次改造[記事 15]、5次車は2019年（令和元年）10月時点で未改造であったが[31]、その後一部編成の改造が確認されている[112]。
- グリーン車内妻仕切り壁へチケットホルダー追加設置

##### 6次車2017年度増備分での変更
6次車のうち、2017年（平成29年）度増備分以降は下記を変更し、既存車についても順次同仕様に改良された。
- 先頭車前位側扉の乗務員乗降用手すりを増設（789系0番台にも同様の手すりを設置）
- 空調装置外部キセの前後端部が灰色FRP製であったものを、中央部と同一のステンレス鋼無塗装仕上げに変更

#### 1000番台7次車
| 形式              | 自重（t） | 自重（t） | 定員（人） | 定員（人） |
| 形式              | 1・2次車  | 7次車     | 1・2次車   | 7次車      |
| ----------------- | --------- | --------- | ---------- | ---------- |
| キロ261-1100(Mcs) | 45.5      | 45.5      | 24         | 24         |
| キハ260-1100(M1)  | 43.2      | 43.2      | 50         | 48         |
| キハ260-1200(M2)  | 43.4      | 43.4      | 60         | 54         |
| キハ261-1200(Mc)  | 44.8      | 44.9      | 56         | 52         |
| キハ260-1300(M3)  | 43.4      | 43.4      | 60         | 54         |
| キハ260-1400(M4)  | -         | 43.4      | -          | 54         |

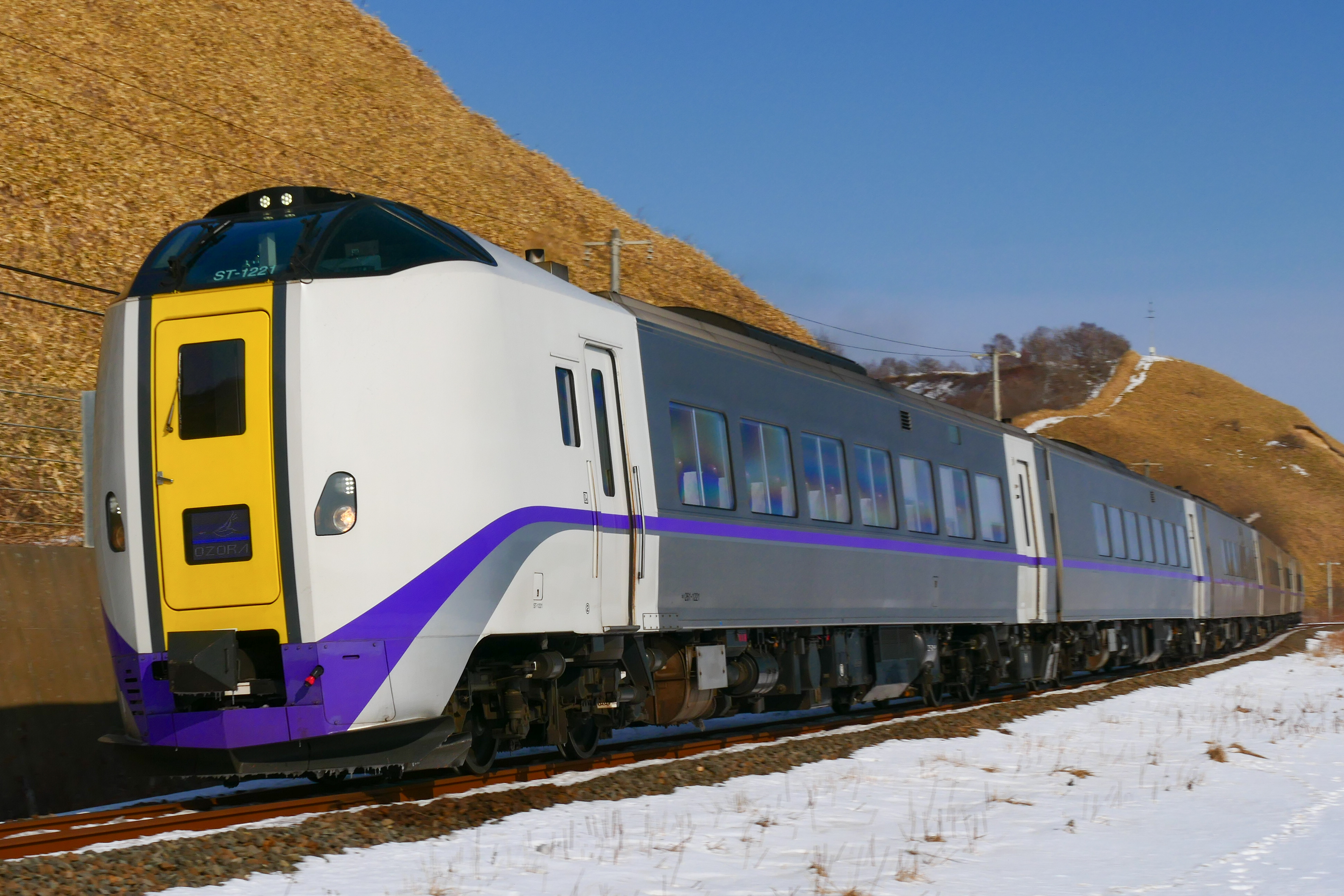
全車7次車（先頭：ST-1221編成）で組成された特急「おおぞら」（2023年2月1日　白糠駅 - 音別駅）

7次車はキハ183系（後期型、N・NN183系）、キハ281系、キハ283系（1・2次車）144両の更新用の名目で2018年（平成30年）度から2022年（令和4年）度にかけて計67両が製造された。製造は全工程を川崎重工業（2021年〔令和3年〕10月1日以降落成分は分社独立により川崎車両名義）が担当している。6次車以前と比して大幅な仕様変更が行われた。

##### 外装（1000番台7次車）
6次車の仕様から以下を変更した。
- 構体製作・仕上げの変更
  - 組み立てに789系1000番台同様のレーザー溶接を採用
  - 側面・妻外板をベルトグラインダ仕上げに変更
  - 構体内部の補強材を削減し軽量化するため妻外板をビード処理に変更
  - 屋根外板のビード処理をプレス加工からロールフォーミング加工に変更
  - 労災防止のため、屋根上歩み板の滑り止めをノンスリップシートからゴム板に変更[注 79]
- 先頭部貫通扉の中間幌設置準備工事（ほろ掛金用穴等）を省略[注 80]
- M1・M2車の簡易運転台準備工事（構体ふさぎ板・手すり）を省略
- 前照灯・補助灯HID灯をLED灯化（シールドビーム灯は存置）、カバーガラスを防曇のため複層ガラス化
- 先頭部スカート正面左側に電子ホーンを設置

##### 機器類・車両性能（1000番台7次車）

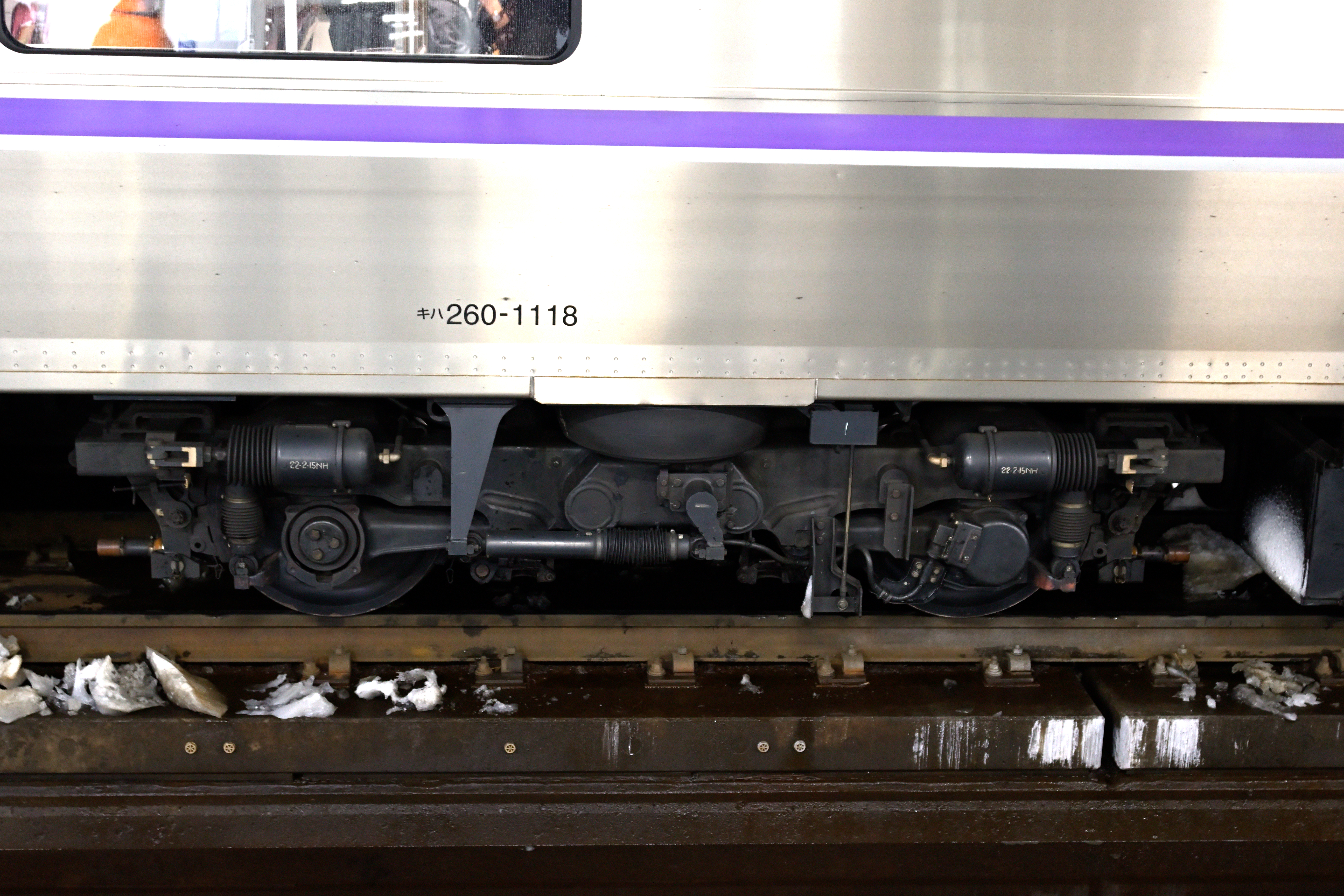
N-DT261B形台車（2024年1月19日、札幌駅）

台車は左右空気ばね差圧弁を車体搭載から台車搭載に変更し、形式はN-DT261Bとなった。このほか推進軸保護枠を強化した（2か所に増設）。その他は6次車から大きな変更はない。

##### 車内設備・内装（1000番台7次車）
6次車から以下を変更した。（※）印を付した内容は既存車にも順次改造施工された。

##### 客室（1000番台7次車）

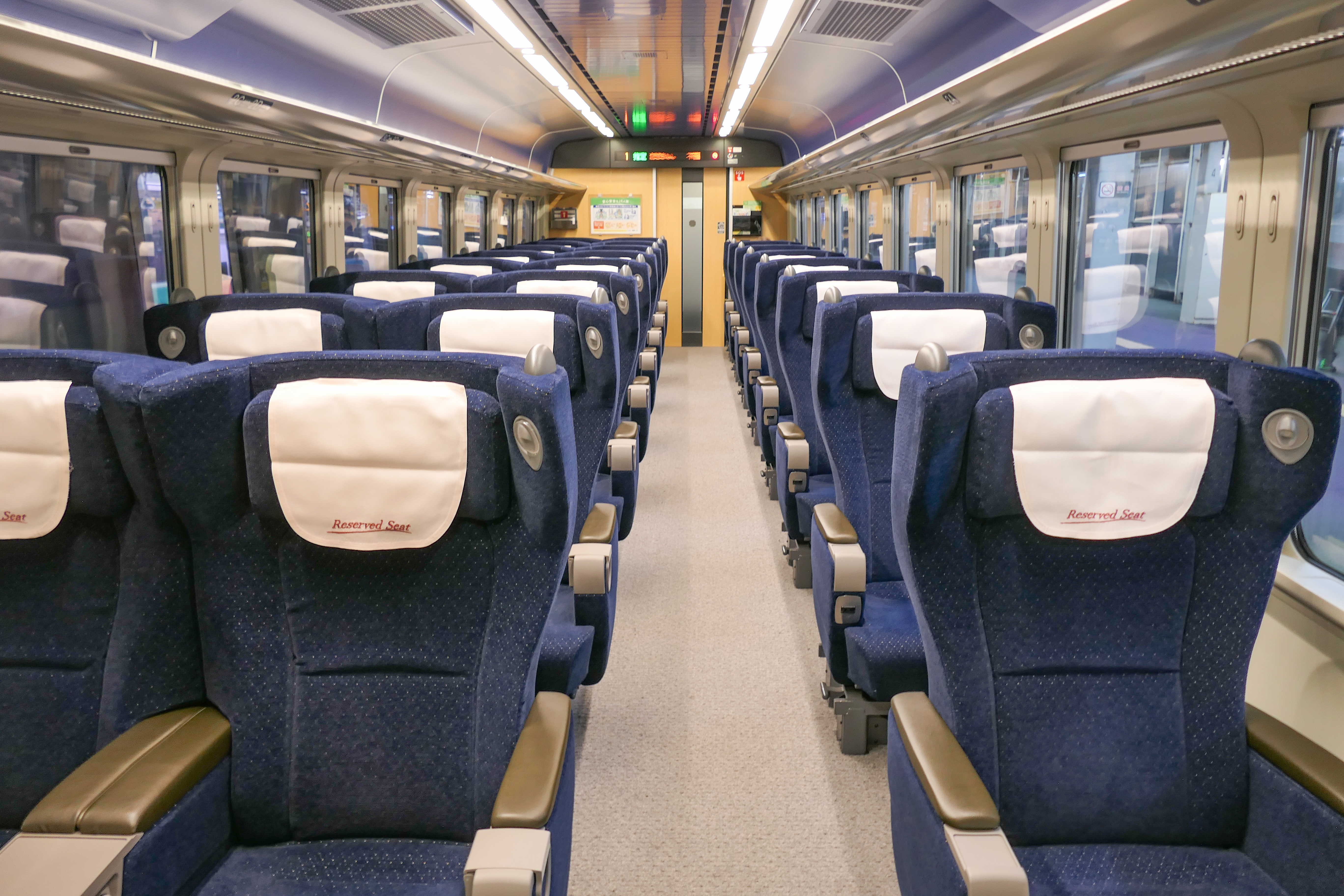
7次車のグリーン客室（キロ261-1125：2022年9月8日）

- グリーン車座席を表生地に青色の平織布を使用した「リニューアル腰掛[注 82]」に変更。
  - 座面チルト機能、上下可動式ウィング付大型枕（レール可動式）、無段階調整式フットレスト、スライド式大型背面テーブルを搭載。
  - 読書灯設置位置を荷棚から腰掛本体に変更。
  - コンセントは側窓下から腰掛本体の肘掛下に移動。
- 普通客室内への大型荷物置場（2段式）の設置・定員の減少（※）。
  - 訪日外国人旅行客による手荷物増加を踏まえたもの[119][114]。
  - 6次車までの車両については2017年（平成29年）度末より普通車を対象に順次改造を実施[61][62]。
  - 各車での設置位置については以下の通り（6次車以前も同様）[120][JR北 17][JR北 18]。
    - M2、M3、M4車は客室デッキ寄り（釧路・函館方）の2席（旧14C・D席）に1か所
    - M1車はデッキ寄りに移動制約者対応設備があるため反対の客室内小樽方（旧1C・D席）に1か所
    - Mc車は導入開始当時、基本的に自由席車両として運用されていたこと、デッキに荷物置場がないことから、両デッキ寄りの2か所（旧1A・B、14A・B席）
- 車内表示器を3色LEDからセレクトカラーLED（赤、緑、橙）に変更。
- 室内の内妻仕切り壁を木目調メラミン樹脂に変更。
- 室内化粧板をパネル構造に変更。

##### その他設備（1000番台7次車）
- 車掌台を装備する増結車（M4車、キハ260形1400番台）を新規に設定。
- 洋式便所内水洗スイッチを光電スイッチから押ボタンに変更
- M1車車いす対応トイレ内装色変更（アイボリー＋ベージュ→淡い青）
- 男子用小便器材質を陶器からFRPに変更
- 洗面所内ゴミ箱容量を3.5倍に増大
- M2車業務用室（1・2次車における旧電話室）の扉を引き戸に変更
- M3車釧路・函館方に設置された大型荷物置場を棚付きに再度変更（※）
- 車両間渡り板を黄色塗装に変更（※）
- 先頭通路立ち入り禁止ロープをバーに変更

#### 携帯電話充電コーナー設置

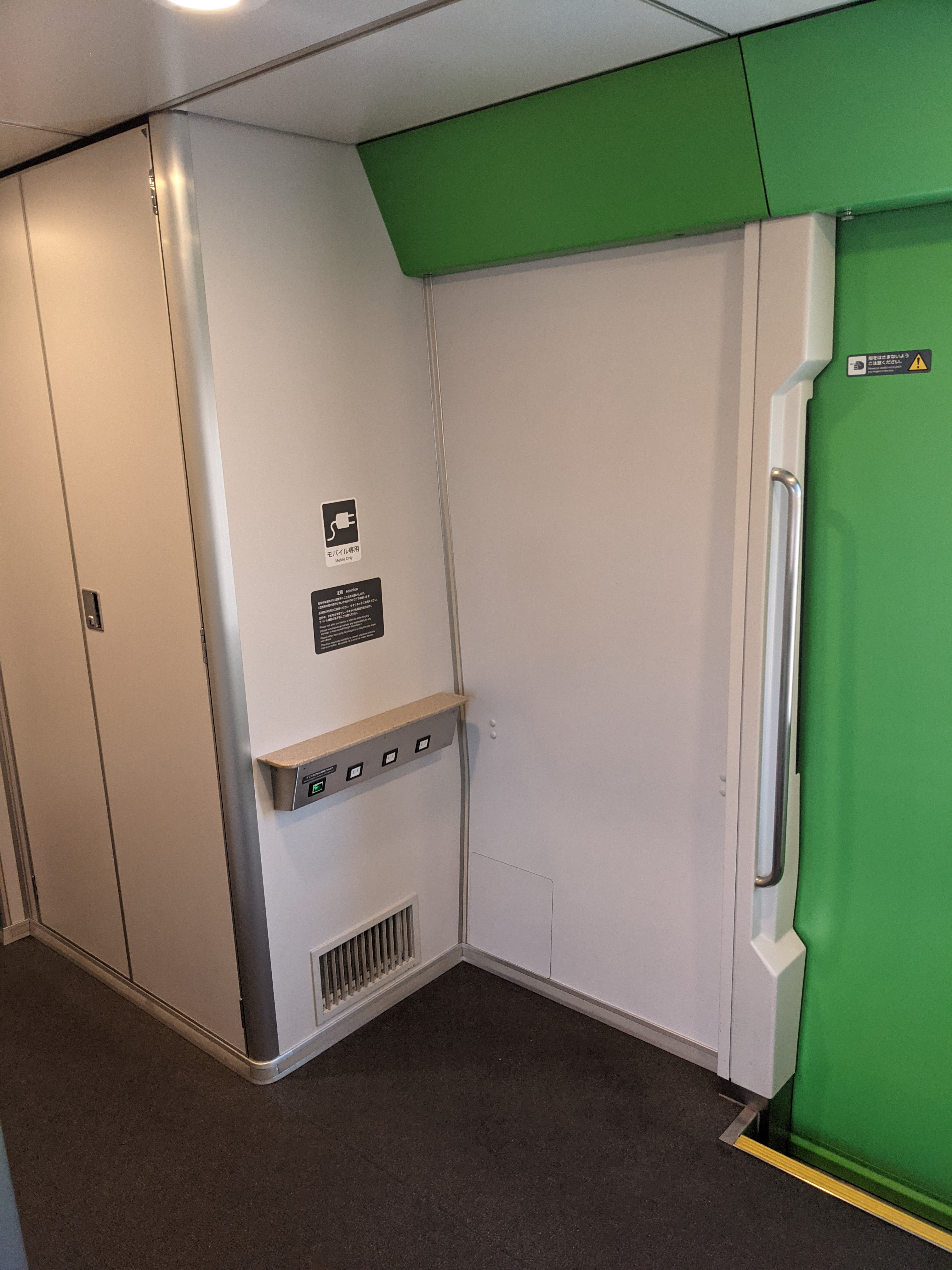
M1車デッキの充電コーナー（キハ260-1111、2020年12月28日撮影）

2019年（平成31年）に発表された「中期経営2023」で発表された施策で、2020年（令和2年）8月から2022年（令和4年）4月にかけて、M1車デッキへ順次設置工事が実施された。なお、改造開始以降の新造車であるキハ260-1119以降の車両についても、落成後の設置となっている。

#### 車いすスペース拡大

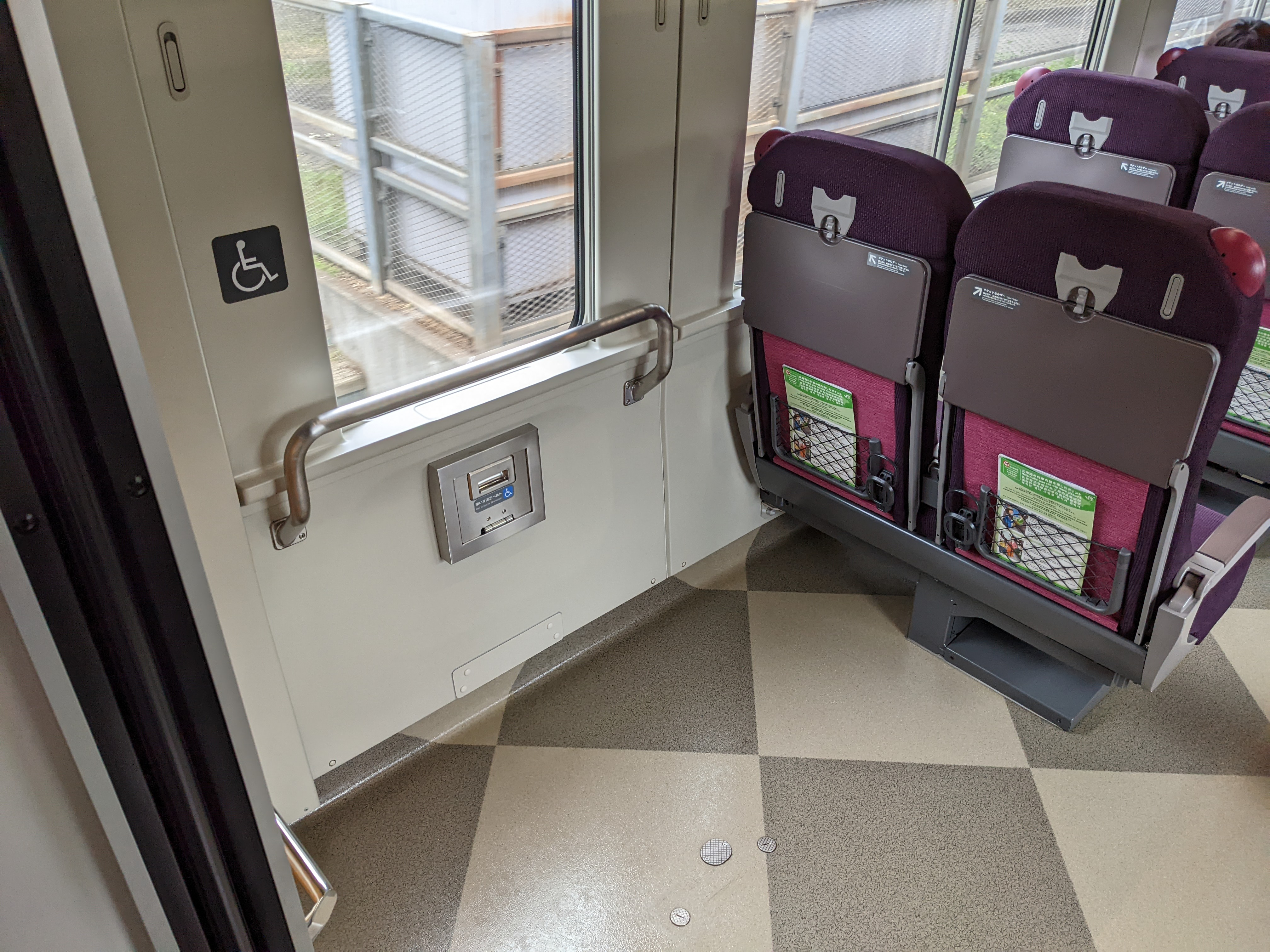
拡大改造後のM1車車いすスペース（キハ260-1113 2022年7月16日）

2020年（令和2年）4月1日に改正された「移動等円滑化のために必要な旅客施設又は車両等の構造及び設備に関する基準を定める省令」対応のため、同日以降に新製したキハ260-1119（ST-1119編成）以降のM1車は、従来車で13A・D席（車いす対応の1人掛け席）となっていた座席を撤去して当該列を車いすスペースとし、次列の12A・B・C・Dの各席を車いす対応席としている。

既存のM1車18両に対しても、同様の設備とする改造工事が行われており、2020年（令和2年）12月16日付でキハ260-1106に施工されたのを皮切りに、2023年（令和5年）5月1日付施工のキハ260-1105を以って全車への施工を終了した。

#### 重要機器取替工事（1000番台）
2022年（令和4年）度と2024年（令和6年）度に、M3車を除く1000番台1・2次車を対象とした重要機器取替工事が施工されている。

## 5000番台
2020年（令和2年）度に10両が製造されたグループ。従来JR北海道が運用してきた「リゾート車両（いわゆる「ジョイフルトレイン」に相当）」に代わる車両である。本番台は観光列車専用車ではなく、定期列車の代替輸送や繁忙期の臨時列車など、さまざまな用途での運行を想定したことから、「リゾート車両」ではなく「多目的特急車両」という位置づけになっている。

### 製作の経緯（5000番台）
JR北海道は前身の国鉄北海道総局末期から「リゾート車両」を改造・新造し、観光列車やイベント列車として運行していたが、車両の老朽化に伴う廃車が進み、2019年（令和元年）時点でキハ183系5100番台「クリスタルエクスプレス」・同5200番台「ノースレインボーエクスプレス」の2編成を運用していた。
当時こういった車両を用いた観光列車の需要は高まりを見せつつあった一方で、JR北海道の経営環境は厳しい状況が続いていた。加えて通常の特急車両についても、特に宗谷本線特急に用いるキハ261系0番台で予備車が確保できず、冬季を中心に運行の確保に苦慮する状況にあった。
以上の情勢を踏まえ「リゾート車両」2編成の代替は、観光列車としての用途に加えて、宗谷本線をはじめとする定期特急の代替予備車、その他繁忙期の臨時列車での使用を兼ねる「多目的特急車両」となり、本番台を製造することとなった。
2020年（令和2年）度に5両編成2本（10両）が川崎重工業により新製され、第1編成に「はまなす編成」、第2編成に「ラベンダー編成」の愛称が付与された。
新造費用は1編成5両でおよそ20億円とされ、「はまなす編成」については新造費用の一部と車内無線LAN設備（後述）の整備費用を北海道が負担した。また「ラベンダー編成」については新造後の2021年（令和3年）10月1日付で道高速がJR北海道から編成を取得・保有し、JR北海道へ無償貸与されている（維持管理費用は引き続きJR北海道負担）。これは、北海道が国と共同で行う「鉄道車両の快適性・利便性の向上を図る観光列車等の導入への支援」の対象となったためで、取得に際して道高速は、国と北海道から計17億円の支援を受けた。
運行開始は、先に落成した「はまなす編成」が2020年（令和2年）10月17日運転の団体臨時列車から、続いて「ラベンダー編成」が2021年（令和3年）5月8日運転の臨時特急列車から、であった。

### 仕様（5000番台）
設計製作コストの低減および運用の容易さ（1000番台との混結を考慮）のため、1000番台7次車から構造は極力変えず「多目的特急車両」としての機能を果たすための仕様変更にとどめている。

#### 外装（5000番台）

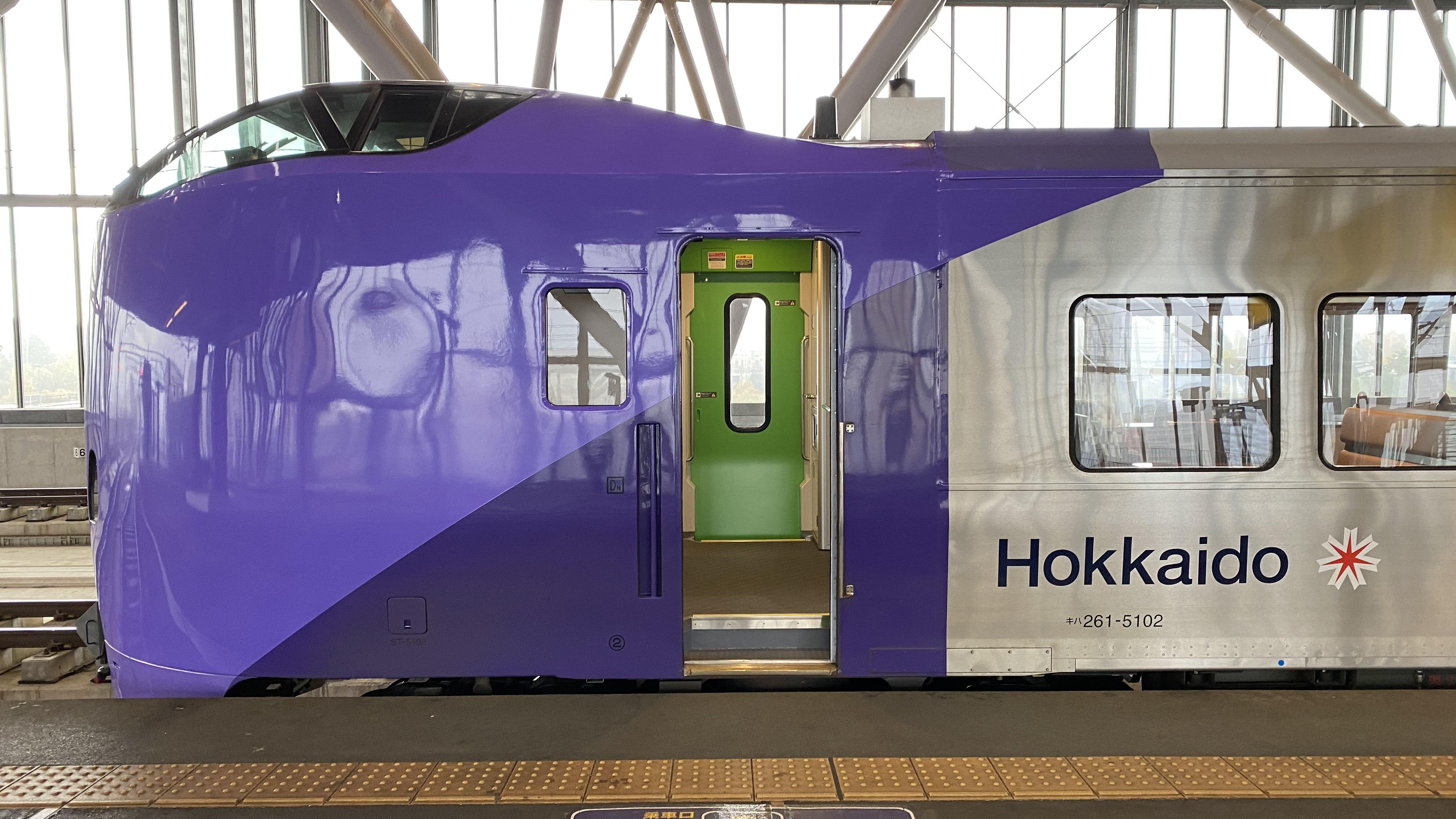
「ラベンダー編成」の先頭車両に掲出された「Hokkaido」の文字と北海道章（2021年10月23日撮影）

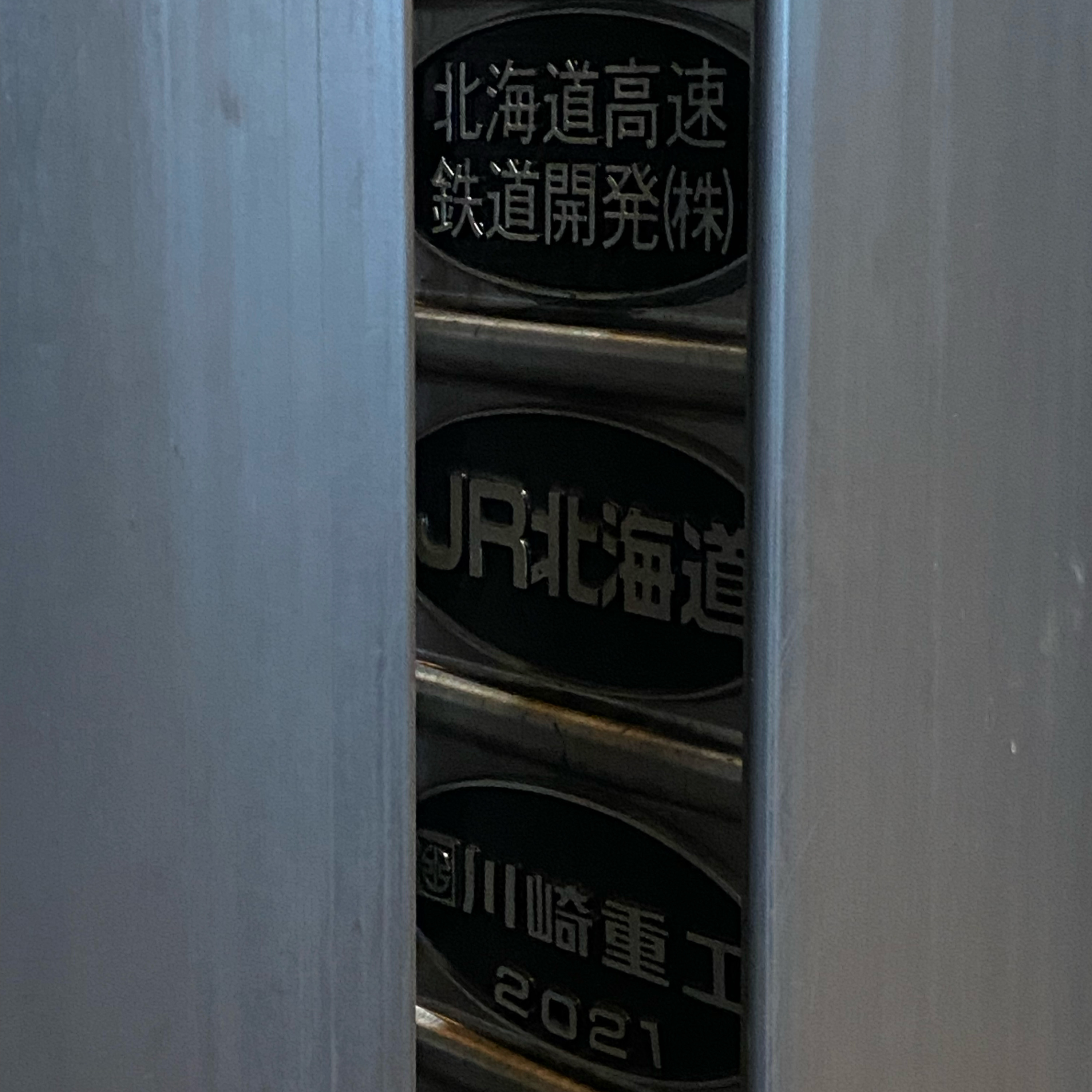
北海道高速鉄道開発（道高速）が所有する「ラベンダー編成」の車両銘板類（2021年10月23日撮影）

1000番台7次車を踏襲し、塗装は編成ごとにそれぞれの愛称である「はまなす」と「ラベンダー」の花をイメージした。加えて「ラベンダー編成」については、所有が道高速へ移管した後に両先頭車両側面（前位側出入り台横）へ濃紺の「Hokkaido」の文字と北海道章を掲出している。

#### 機器類・車両性能（5000番台）
機器類は1000番台7次車と同一であるが、運転台のスイッチを扱うことで線区の地上設備に合わせた性能の制限が可能である。この機能は、中間に1000番台を混結した場合も使用可能である。

#### 車内設備・内装（5000番台）

##### 客室（5000番台）
| 5000番台車内（キハ260-5101：2021年9月） |  | 5000番台フリースペース車内（キハ261-5101「はまなすラウンジ」：2021年9月） |
| 5000番台車内（キハ260-5101：2021年9月） |  | 5000番台フリースペース車内（キハ261-5101「はまなすラウンジ」：2021年9月） |

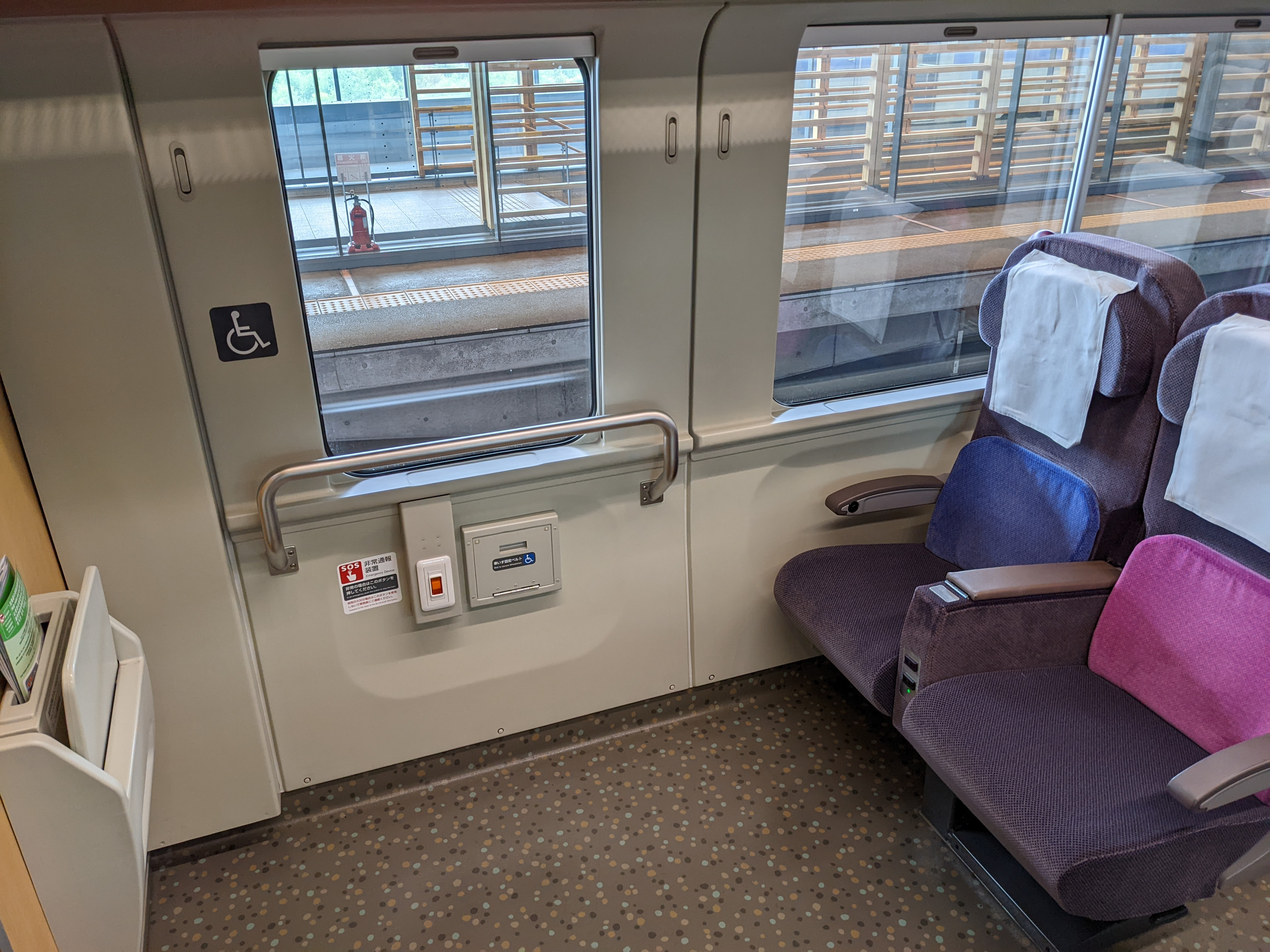
当初から拡大されている客室車いすスペース（キハ260-5101：2022年7月16日撮影）

グリーン車は設定されず、「はまなす（ラベンダー）ラウンジ」と呼称するフリースペース車と普通車で構成される。
フリースペースは通路を挟んでカウンター席10席（1人掛け腰掛4台、2人掛け腰掛3台）、4人掛けボックス席（テーブル付）4か所16席で構成される。内装全体は木目の意匠で統一し、腰掛背面やテーブルにはバーチ材の合板、腰掛クッション表皮は茶色の牛革を用い、床材は木目風の絨毯（商標名：フロテックス）、照明キセ・荷棚・客室仕切り戸は木目調（ウォールナット風）、中央天井・小天井は茶色とした。窓付近にはコンセントを設けた。また、フリースペース内の放送装置はハイクラスのスピーカーを採用し、フリースペース専用の放送装置（外部入力付き）を設けてイベント時に司会放送やBGM放送が可能な仕様となっている。加えて、照明は調光機能がつけられている。
普通客室は1000番台7次車を基本に以下を変更した。
- 座席はグレードアップ座席を基本に以下を変更（その他設備は同一）
  - 「柔らかめの乗り心地[135]」とするため、背ずりの2重構造化、座布団にSばね採用、詰め物の硬さ調整を実施
  - 背面テーブルと別に中ひじ掛けにテーブルを内蔵
    - このテーブルは座席を向かい合わせで使用した際にそれぞれ展開すると、ボックス座席の中央に1枚の大きなテーブルができる形状となっている。

  - 中ひじ掛け下部にコンセント2口を設置
  - 座席生地の背ずり部分は座席ごとに「はまなす」「ラベンダー」「新緑」「紅葉」をイメージした4色を採用しランダムに配置
    - 「はまなす編成」ははまなす色、「ラベンダー編成」はラベンダー色の腰掛の割合が多い[136]
- Ｍ1・M2・M3車の客室内荷物置場を各車両2か所に増設、定員減少
- 側窓ブラインド柄を独自のもの（「はまなす編成」「ラベンダー編成」で異なる）に変更
- M1車の車いすスペースを2か所に変更、荷物置場増設と伴せ定員減少（48名→44名）[注 86]
  - 当該箇所の妻壁設置のテーブルは大型のものを採用
- 中央天井、小天井、荷だな、客室仕切り戸をフリースペース車と同一柄に変更
- 床敷物の柄をH100形気動車と同一に変更

##### その他設備（5000番台）

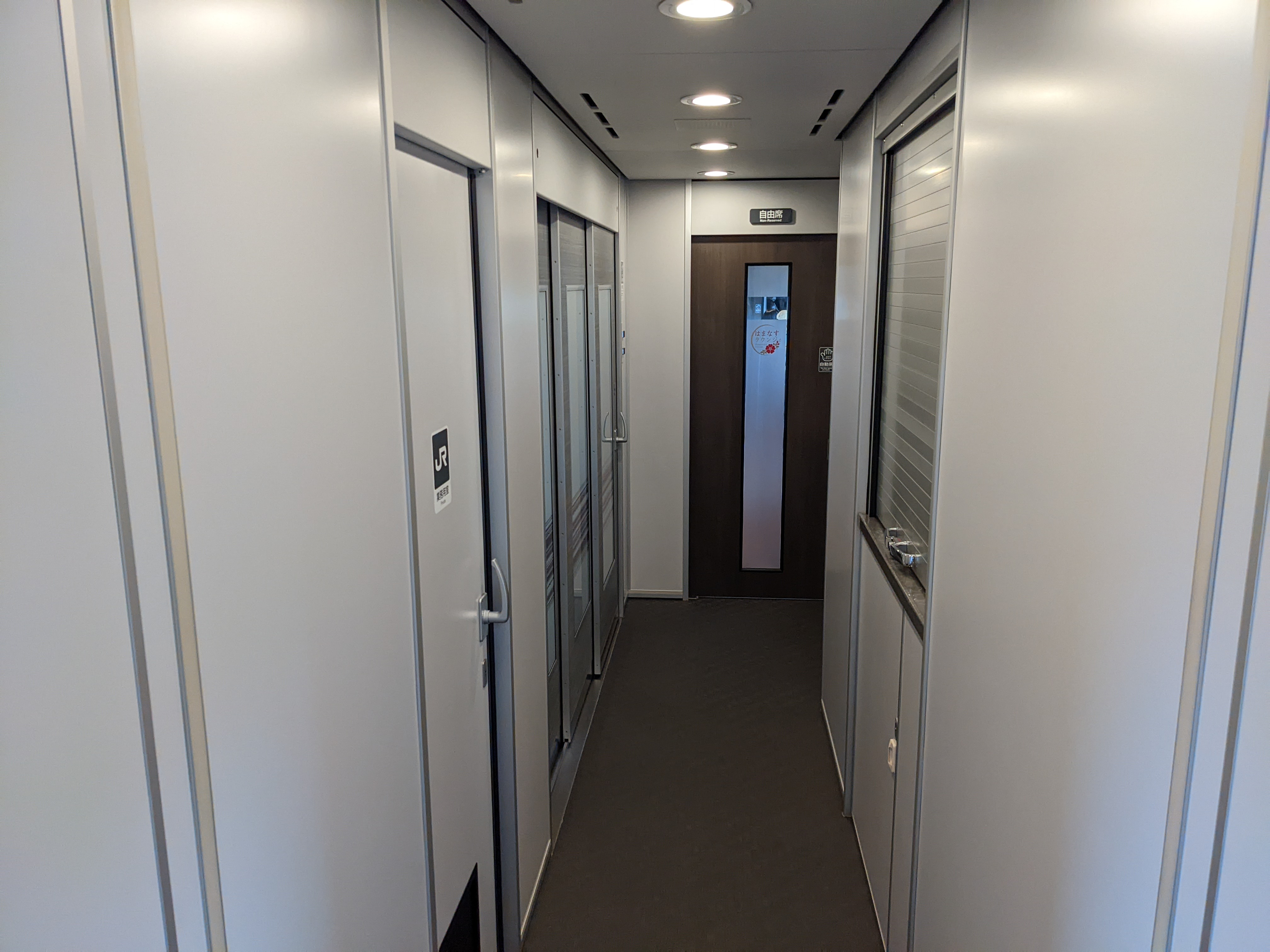
キハ261-5101の後位側通路。右側の車販準備室にカウンターが設置され、左奥の多目的室は個室兼用となった。（2022年7月16日撮影）

1000番台7次車から以下を変更した。
- Mc1車車販準備室を特産品販売等を考慮しカウンター形式に変更
- Mc1車多目的室を定員2名の掘りごたつ式個室としても使用可能なよう設計変更
- M1車トイレにベビーチェアを設置、転倒時にも扱える位置への非常通報装置追設
- 無料公衆無線LANを編成内に提供するため各車客室車内表示器キセ内に装置を設置
- 各車側引戸鴨居部に開閉表示灯を設置

### 編成・形式（5000番台）

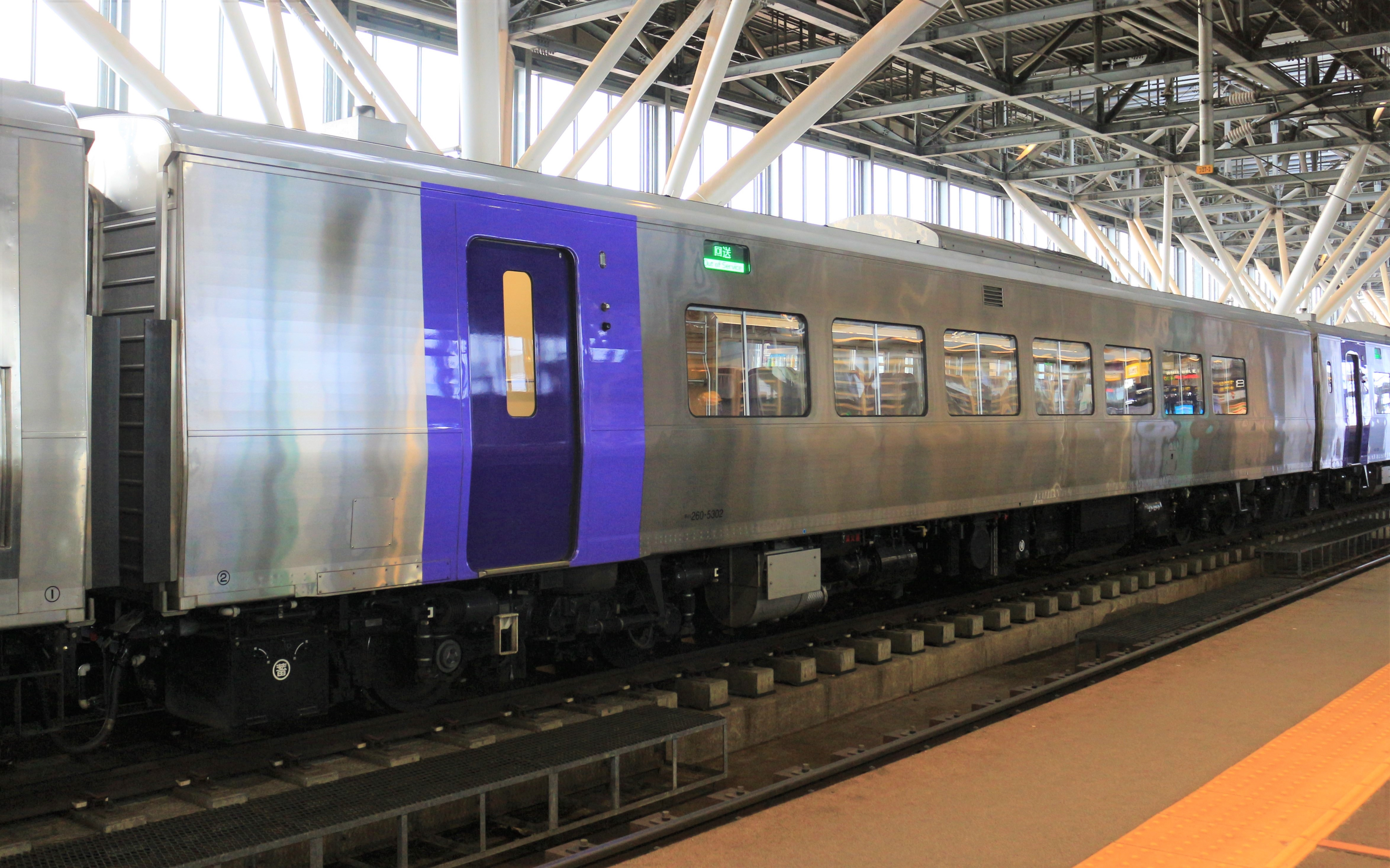
キハ260形5300番台
（キハ260-5302 2021年11月23日 旭川駅）

各編成とも5両編成からなり、1000番台同様、同番号の先頭車 + 中間車の2両をユニットとし、間に1両の増結車（M3車）を挿入した構成である。ここに5000番台のM3車のほか、1000番台M3車、M4車 を1両単位で挿入し、最大10両編成までの組成が可能である。
編成を表す記号は1000番台同様の「ST」である。以下、文中でM1車を含むユニットを「ST-5100番台ユニット」、M2車を含むユニットを「ST-5200番台ユニット」と表記するが、これは本項における便宜上のものである。
以下、5000番台独自の箇所（自重・定員等）について記述し、1000番台7次車と共通の箇所については説明を省略する。
ST-5100番台ユニット
| キハ261形5100番台（キハ261-5102 2021年11月23日 旭川駅）  |  | キハ260形5100番台（キハ260-5102 2021年11月23日 旭川駅）  |
| キハ261形5100番台 （キハ261-5102 2021年11月23日 旭川駅） |  | キハ260形5100番台 （キハ260-5102 2021年11月23日 旭川駅） |

基本編成の釧路・函館・稚内方に使用。以下の車両番号が5100番台の2両で構成される。
キハ261形5100番台 (Mc1)
釧路・函館・稚内方の先頭となるフリースペース車（定員26名）、自重は48.5 t。1000番台のMcs車に相当。札幌方のデッキと客室の間に多目的室兼個室（定員外）・車販準備室（物販カウンター）・業務用室・荷物置き場を設けた。
キハ260形5100番台 (M1)
移動制約者対応設備を設けた普通車（定員44名）、自重は46.0 t。移動制約者対応として、客室の釧路・函館方に車椅子スペースを2名分（定員外）設けた。
ST-5200番台ユニット
| キハ260形5200番台（キハ260-5201 2021年11月22日 稚内駅）  |  | キハ261形5200番台（キハ261-5201 2021年11月23日 旭川駅）  |
| キハ260形5200番台 （キハ260-5201 2021年11月22日 稚内駅） |  | キハ261形5200番台 （キハ261-5201 2021年11月23日 旭川駅） |

基本編成の小樽方に使用。以下の車両番号が5200番台の2両で構成される。
キハ260形5200番台 (M2)
普通車（定員52名）。自重は46.0 t。
キハ261形5200番台 (Mc2)
小樽方の先頭となる普通車（定員52名）。自重は47.5 t。1000番台のMc車に相当。
増結車
キハ260形5300番台 (M3)
普通車（定員52名）。自重は46.0 t。

## 配置・運用
以下特記ない限り2023年（令和5年）4月1日時点での配置、2023年（令和5年）3月18日改正時点での運用について述べる。編成・増結の詳細や代走については各列車の項目を参照。

### 苗穂運転所
0番台は全14両が在籍し、SE-104編成を除き道高速が保有する。
- 特急「宗谷」：1往復（全列車）
- 特急「サロベツ」：2往復（全列車[注 87]）

5000番台は「はまなす編成」「ラベンダー編成」の全10両が在籍し、「ラベンダー編成」は道高速が保有する。
観光・イベント列車のほか、主に0番台の予備車として「宗谷」「サロベツ」を中心とした定期列車の代替輸送、定期列車の差替、臨時列車で運転される。

### 札幌運転所
1000番台のうち計47両が所属する。
- 特急「おおぞら」：3往復（下り3・5・11号、上り2・8・10号）
- 特急「とかち」：5往復（全列車）
- 「ホームライナー 」（手稲駅 → 札幌駅）：2本（下り1・5号）

### 函館運輸所
1000番台のうち計80両が所属する。
- 特急「北斗」：11往復（全列車[注 91]）
- 「ホームライナー」（手稲駅 → 札幌駅）：1本（下り3号)

### 釧路運輸車両所
1000番台のうち計27両が所属する。
・特急「おおぞら」　: 3往復 (下り1・7・9号、上り4・6・12号)

## 沿革

### 1990年代
- 1997年（平成9年）12月：JR北海道社内で宗谷本線向け特急車両の開発プロジェクトチームが発足[4]。
- 1998年（平成10年）12月3日：0番台試作車4両が落成し、苗穂運転所に新製配置[141]。同年12月から翌1999年（平成11年）度にかけ以下の区間で試験を実施[142][143]。
  - 曲線通過性能試験：函館本線・宗谷本線（手稲駅 - 小樽駅間[注 93]、札幌駅 - 稚内駅間）
  - 冬季走行試験：函館本線・宗谷本線（札幌駅 - 稚内駅間）、千歳線・室蘭本線・函館本線（札幌駅 - 函館駅間）[143]、函館本線・石北本線（札幌駅 - 遠軽駅間）。

### 2000年代
- 2000年（平成12年）3月11日：0番台が同日のダイヤ改正より宗谷本線の特急「スーパー宗谷」2往復で営業運転を開始[JR北 2]。当初の最高速度は130 km/h。
  - 営業運転開始に際して、量産車8両が1999年（平成11年）12月に落成し、苗穂運転所に新製配置。
- 2001年（平成13年）10月11日：増結用として一部仕様を変更したSE-104編成2両 が落成し、苗穂運転所に新製配置[144]。当該編成は同年11月1日から営業運転を開始[JR北 6]。
- 2004年（平成16年）
  - 春：JR北海道社内でキハ183系置換え用として2007年9月までにキハ261系13両の新製が決定[66][75] 。
  - 10月13日 ：同日発表のプレスリリース「今後の都市間輸送対策について―都市間輸送対策検討委員会の主な検討結果―」にて「『とかち』のオールスーパー化と『スーパーおおぞら』の増発」が検討されていることを記載[JR北 10]。
- 2006年 （平成18年）
  - 3月18日：同日のダイヤ改正での道内特急全面禁煙化に伴い[JR北 7]、0番台は喫煙スペースの灰皿を撤去しフリースペース化。
  - 9月28日：1000番台1次車（先行製造車）4両が落成し、札幌運転所に新製配置[145]。同年から翌2007年（平成19年）にかけて性能試験を実施。
- 2007年 （平成19年）10月1日 ：1000番台を同日のダイヤ改正から特急「スーパーとかち 」2往復[注 94]に投入[JR北 9]。
  - これにより「とかち」系統5往復は既存のキハ283系1往復[注 95]と合わせ、3往復が「スーパーとかち」化[JR北 9]。
  - 間合い運用の「ホームライナー」（手稲駅 → 札幌駅）1本についても置換。
  - 営業運転開始に際し2次車9両を新造し、札幌運転所に配置。
- 2009年 （平成21年）
  - 4月：1000番台普通車指定席充当車両のグレードアップ座席化を開始[JR北 30]。
  - 9月30日：翌日のダイヤ改正に関連して、所定キハ183系の「とかち」9号を1000番台で代走[記事 20][記事 21]。。
  - 10月1日：同日のダイヤ改正 で、新たに特急「とかち」2往復を本系列1000番台に置き換え、キハ283系使用の1往復[注 95] と合わせ全列車を「スーパーとかち」に統一[JR北 30]。
    - これに伴い、キハ183系が「とかち」系統から撤退。
    - 同改正までに1000番台普通車指定席のグレードアップ座席化を完了[JR北 30]。
    - 関連して、新たに3次車8両を新造[注 96]。札幌運転所に配置。

### 2010年代
- 2010年（平成22年）10月10日： 「スーパーとかち」の基本編成を5両編成から4両編成に減車[記事 6][記事 7]。
  - 関連して減車までにキハ260形1200番台全車に対してグレードアップ座席化を実施[93]。
- 2011年 （平成23年）5月27日 ：石勝線脱線火災事故 発生[JR北 31][JR北 31] 。翌日から29日の再開まで一部の特急「スーパーおおぞら 」の札幌側の区間を代走[146][注 97] 。
- 2013年 （平成25年）11月1日 ：同日のダイヤ変更 で「スーパーとかち」のうちキハ283系使用列車を本系列1000番台に置き換え[JR北 12] 全列車が本系列の充当となる。
  - また、同日より「スーパーとかち」の基本編成が5両に戻された。但し2010年以前と異なり自由席は1両のみの連結。
  - 関連して、2013年（平成25年）6月26日 に4次車6両（石勝線脱線火災事故 で廃車となったキハ283系の代替）を新造。札幌運転所に配置[147] 。その他見直しと合わせ「スーパーおおぞら」用にキハ283系を捻出。
- 2014年 （平成26年）
  - 3月15日  ：同日のダイヤ改正  で「スーパー宗谷」の最高速度を120 km/hに引下げ[JR北 32]  。
  - 8月30日：同日のダイヤ改正より特急「スーパーとかち」の最高速度を120 km/hに変更。すべてのキハ261系の車体傾斜装置の使用を停止[JR北 3]。
  - 9月10日  ：新型特急車両（キハ285系）の開発中止に伴い、老朽特急型気動車の置き換えを当面キハ261系の増備で対応することを発表[JR北 13]  。
- 2015年 （平成27年）
  - 3月20日：「安全投資と修繕に関する5年間の計画」発表。2016年（平成28年）度から2017年（平成29年）度にかけての、本系列の増備を公表[JR北 14]。
  - 9月9日  ：外装デザインの変更を発表[JR北 1][記事 10]  。
  - 10月9日  ：トマム駅停車中の「スーパーとかち1号」から発煙。燃料戻り管の折損によるもので、対策として翌年2月上旬までに構造の変更を実施[JR北 33]  。
  - 12月17日  ：外装デザイン変更車（ST-1204編成）を報道公開[記事 11][記事 12]  。
  - 12月25日：「スーパーとかち1号」からデザイン変更車を順次運用に投入[記事 13][記事 14]。
- 2016年 （平成28年）
  - 3月26日：同日の北海道新幹線新青森駅 - 新函館北斗駅間開業に伴うダイヤ改正で特急「スーパー北斗」3往復[注 98]に投入[JR北 34][148]、8両が基本組成とされた[148][記事 4]。
    - これに関連して、2015年（平成27年）度に5次車28両を新造[注 99]。札幌運転所に配置。
    - 同年以降特急「北斗」の臨時便へ充当されることがあり、通常特急列車が経由しない砂原支線 （渡島砂原駅経由）にも入線[記事 22][記事 23] 。

  - 11月：台風10号 により、石勝線・根室本線が被災し、8月31日 から12月22日 まで一部区間で不通。これに伴い、帯広側に取り残された1000番台編成が釧路駅 まで自走し釧路運輸車両所へ入場[記事 24] 。

- 2017年 （平成28年）3月4日 ：ダイヤ改正で以下のように変更[JR北 35]
  - 宗谷本線の特急列車を札幌駅 - 稚内駅間の「宗谷」（1往復）と旭川駅 - 稚内駅間の「サロベツ」（2往復）に再編し、いずれも0番台を充当。
    - これに伴い、宗谷本線特急の定期運用からキハ183系が撤退。

  - 特急「北斗」1往復[注 100]を1000番台に置き換え「スーパー北斗」に変更[JR北 35]。
    - 同時に、キハ261系を使用する「スーパー北斗」の基本組成を7両に減車[149] 。
    - 合わせてキハ261系使用の「スーパー北斗」運用を札幌運転所から函館運輸所 に移管。これに対応するため、以下のように車両を配置。
      - 2016年（平成28年）度に6次車12両を新造。函館運輸所に配置。
      - ST-11xxユニット3本 (1106 - 1108) 、ST-12xxユニット3本 (1206 - 1208) 、キハ260形1300番台15両 (1309 - 1323) の合計27両が札幌運転所から函館運輸所へ転属[150][注 101] 。

    - これに伴い、函館運輸所のキハ183系（N183系）7両[注 102]を「オホーツク」「大雪」」用として苗穂運転所に転属。宗谷本線 ・石北本線 特急列車の運転系統見直しと合わせ苗穂運転所のキハ183系初期車18両を廃車[151] 。

- 2018年（平成30年）3月17日：ダイヤ改正で以下のように変更[JR北 36][94]。
  - 特急「北斗」3往復を本系列に置き換え。既存のキハ281系とあわせ「北斗」系統定期12往復を「スーパー北斗」に統一。キハ183系が「北斗」系統から撤退。
    - 間合い運用の「ホームライナー」（手稲駅 → 札幌駅）1本についても置換。
    - これに伴い2017年（平成29年）度は6次車20両を新造[151]。函館運輸所に配置[61][62][注 103]。
    - これに伴い捻出された函館運輸所所属のN・NN183系は「オホーツク」「大雪」用として苗穂運転所に転属。苗穂運転所のキハ183系初期車（14両）を同年6月までに順次運用終了させ同年7月31日までに廃車[61][62][151][注 104]。

  - 特急「スーパーとかち」の基本組成を再度4両に減車。
- 2019年（平成31年）
  - 2月1日：同日から「スーパー北斗」における手稲・小樽方から3両目をM3・M4車混用からM4車に固定[152] 。
  - 3月16日：ダイヤ改正で以下のように変更[JR北 37]。
    - 「スーパー北斗」のうちキハ281系使用列車2往復[注 105]本系列に変更。以下のように車両を配置。
      - 2018年（平成30年）度に7次車17両を新造。函館運輸所に配置[62]。
      - 別途同年1月30日付でST-1106・1206編成の計4両は函館運輸所から札幌運転所へ転属[62]。

  - 4月9日：同日発表の「中期経営2023」で「北斗」系統の2022年（令和4年）度までの「オール261系化」に言及[JR北 19]。
  - 4月15日：同日より9月末まで「スーパーとかち」充当編成のキハ261形1200番台にNHK連続テレビ小説「なつぞら」のステッカーを貼付[JR北 38]。

### 2020年代
- 2020年（令和2年）
  - 3月14日：ダイヤ改正で以下のように変更[JR北 39]。
    - 「おおぞら[注 106]」のうち札幌運転所のキハ283系が使用されていた3往復[注 107]、その間合い運用の「ホームライナー」（手稲駅 → 札幌駅）1本を本形式に変更。以下のように車両を配置。
      - 2019年（平成31年）度に7次車20両を新造。札幌運転所に配置[153] 。
      - これに伴いキハ283系は札幌運転所所属の14両が順次釧路運輸車両所 へ転属、札幌・釧路両所合わせて9月30日までに25両を廃車[153][154] 。
      - 別途N・NN183系は苗穂運転所所属の10両を廃車[153][154]。

  - 7月3日：同日より8月末まで、「北斗」充当の1000番台のうち36両[注 108]の側面出入り台付近に民族共生象徴空間ウポポイ（同年7月12日開業）のPRステッカーを貼付[JR北 40]。
  - 9月26日：小樽駅にて5000番台「はまなす編成」を一般公開[JR北 41]。
  - 10月17日：同日および翌日運転の団体臨時列車「北海道鉄道140年記念号」で5000番台「はまなす編成」運用開始[131][JR北 26]。
  - 10月24日：同日と翌日に5000番台「はまなす編成」を特急「オホーツク」「大雪」に充当[JR北 26]。本系列初の石北本線での営業運転。
- 2021年（令和3年）
  - 3月13日：ダイヤ改正で以下のように変更[104][JR北 42][JR北 43]
    - 0番台を使用する「サロベツ」は3・4号を閑散期指定日運休に変更。
    - 「北斗」は1000番台を使用する23・24号を廃止、基本編成を5両に減車[注 109]。
    - 「おおぞら」は全列車基本編成を5両に減車。

  - 4月24日：旭川駅および富良野駅にて、5000番台「ラベンダー編成」を一般公開[JR北 44]。
  - 5月8日：同日札幌駅 - 富良野駅間[注 110]運転の臨時特急列車「HOKKAIDO LOVE！ FURANO号」で5000番台「ラベンダー編成」運用開始[JR北 24][JR北 27]。本系列の富良野線・根室本線（滝川駅 - 富良野駅間）で初の営業運転。
  - 6月19日：同日、2021年（令和3年）度の運転を開始した「フラノラベンダーエクスプレス」に5000番台「ラベンダー編成」を初充当[JR北 45]。
  - 10月1日：同日付で5000番台「ラベンダー編成」が道高速の保有となる[115][記事 19]。
  - 10月8日：5000番台「ラベンダー編成」の道高速移管後初の運用である特急「宗谷」（下り）の運転に合わせ、札幌駅で出発式を挙行。このときのみ前面貫通扉にも北海道章を掲出[130]。
- 2022年（令和4年）
  - 3月12日：ダイヤ改正で以下のように変更[JR北 46][JR北 47]。
    - 釧路運輸車両所所属の1000番台27両を「おおぞら」に投入し、「おおぞら」全列車をキハ261系1000番台に変更（キハ283系が「おおぞら」から撤退[注 111]）。閑散期の編成を4両に減車（自由席を削減）。

  - 10月1日：前日を以ってキハ281系の定期営業運転を終了し、同日より「北斗」は指定日運休列車含め全11往復をキハ261系1000番台に変更[JR北 48]。
- 2023年（令和5年）9月2日：同日から運転の特急「ニセコ」に5000番台「はまなす編成」を初充当。同年は9月24日まで計16日間運転[JR北 49]。

## 編成・車両一覧
- 製造…苗工：苗穂工場、富士重：富士重工業、新潟：新潟トランシス、川重：川崎重工業車両カンパニー、川車：川崎車両
  - 苗穂工場・新潟トランシス名義は全車とも構体・台車は川崎重工業が製造するノックダウン生産
- 配置…苗所：苗穂運転所、札幌：札幌運転所、函館：函館運輸所、釧路：釧路運輸車両所
  - 現在配置は以下特記ない限り2023年（令和5年）4月1日時点の情報を示す[2]。

## 主要な改造歴
- 改造…苗工：苗穂工場、苗所：苗穂運転所、札幌：札幌運転所、函館：函館運輸所、釧路：釧路運輸車両所